# Riz
Oryza
Pour les articles homonymes, voir Riz (homonymie).
Genre
Classification phylogénétique
Le riz est une céréale de la famille des Poacées (anciennement graminées), cultivée dans les régions tropicales, subtropicales et tempérées chaudes pour son fruit, ou caryopse, riche en amidon. Il désigne l'ensemble des plantes du genre Oryza, parmi lesquelles les deux seules espèces cultigènes, qui sont cultivées le plus souvent dans des champs plus ou moins inondés appelés rizières : Oryza sativa (appelé couramment « riz asiatique ») et Oryza glaberrima (appelé couramment « riz ouest-africain » ou « riz de Casamance »).
Dans le langage courant, le terme de « riz » désigne le plus souvent ses grains, qui sont un élément fondamental de l'alimentation de nombreuses populations du monde, notamment en Amérique du Sud, en Afrique et en Asie. C'est la première céréale mondiale pour l'alimentation humaine (à lui seul il représente 20 % des besoins mondiaux en énergie alimentaire), la deuxième après le maïs pour le tonnage récolté. Le riz est notamment l'aliment de base de la cuisine asiatique, chinoise, indienne, japonaise et malgache.
Diverses agences conseillent de limiter les apports alimentaires en riz pour les nourrissons et les femmes enceintes, en raison des quantités naturellement élevées d'arsenic dans le riz.

## Description

### Plante

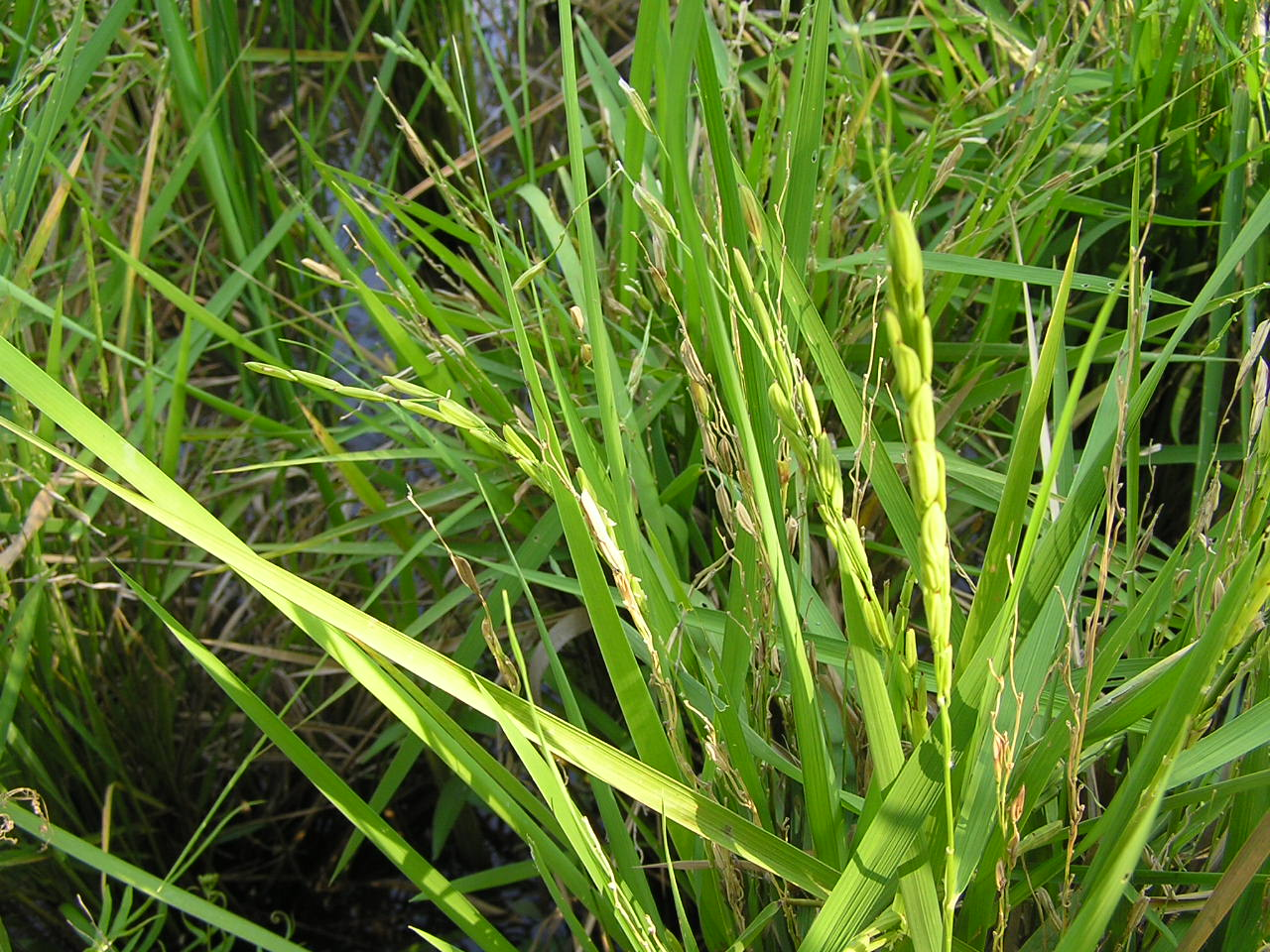
Un plant de riz.

Le riz est une plante annuelle glabre à chaume dressé ou étalé de hauteur variable, allant de moins d'un mètre jusqu'à cinq mètres pour les riz flottants. C'est une plante prédisposée au tallage, formant un bouquet de tiges, à racines fasciculées. Les fleurs, en épillets uniflores, sont groupées en panicules de 20 à 30 cm, dressées ou pendantes. Le fruit est un caryopse enveloppé dans deux glumelles grandes, coriaces et adhérentes, l'ensemble formant le riz complet. La masse volumique du riz blanc cru en vrac est d'environ 0,9 g/cm3.
Selon la texture du caryopse, on distingue les variétés ordinaires, à tégument blanc, le plus souvent, ou rouge ; ou glutineuses (ou riz gluant, sweet rice). Les variétés de riz africain sont généralement à tégument rouge.
Les riz appartiennent au genre Oryza L. qui comprend 22 espèces, dont deux sont cultivées, Oryza sativa L., originaire d'Asie, la plus cultivée et Oryza glaberrima Steud., ou riz de Casamance, originaire d'Afrique de l'Ouest.
Oryza sativa provient de divers événements de domestication ayant eu lieu environ 5000 ans av. J.-C. en Inde du Nord, et autour de la frontière sino-birmane. Le parent sauvage du riz cultivé est Oryza rufipogon (anciennement, les formes annuelles de Oryza rufipogon ont été nommées Oryza nivara). À ne pas confondre avec le riz, nommé riz sauvage, du genre botanique Zizania.
Oryza glaberrima provient de la domestication de Oryza barthii. On ne sait pas où a eu lieu la domestication, mais elle semble dater d'avant 500 av. J.-C. Depuis quelques dizaines d'années, ce riz est de moins en moins cultivé en Afrique où le riz asiatique lui est de plus en plus préféré. Aujourd'hui, des variétés hybrides sativa-glaberrima combinant les qualités des deux espèces sont diffusées sous le nom de Nérica.

### Formes de riz commercialisées

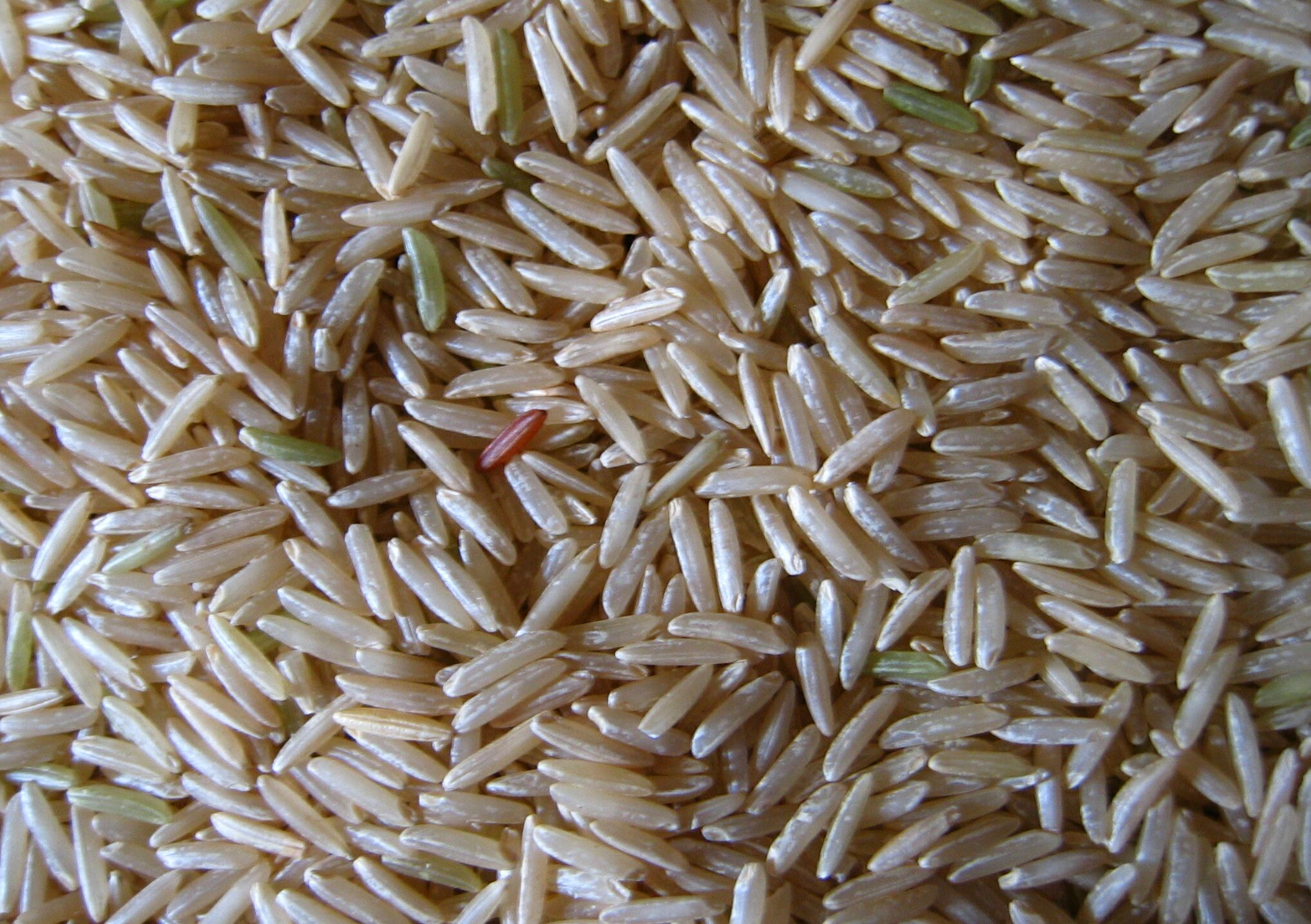
Riz complet basmati

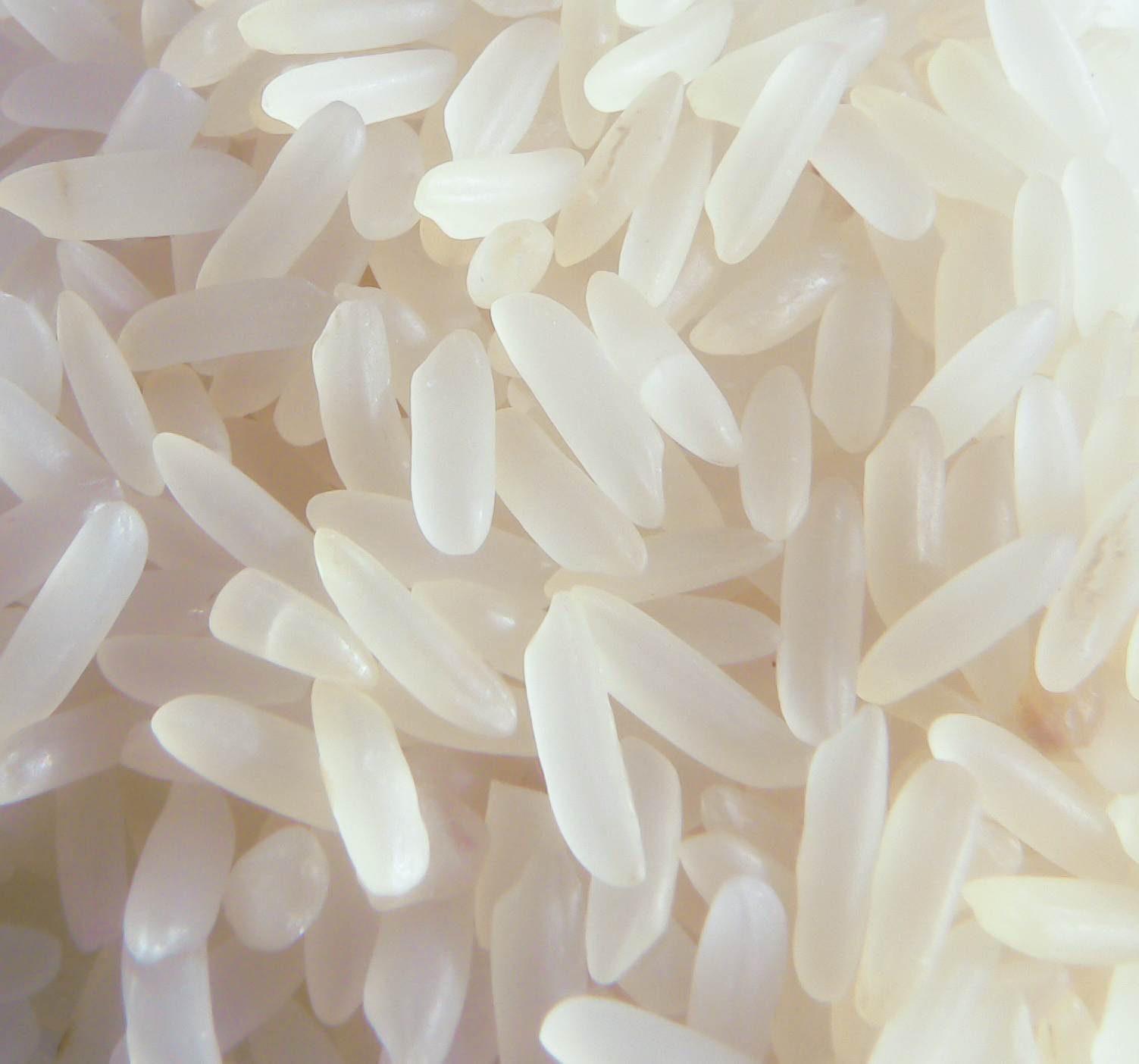
Le riz blanc, privé de la cuticule et de son germe, ne contient presque que de l'amidon.

À partir de sa récolte, le riz peut être commercialisé à plusieurs stades de transformation :
- le riz paddy (terme venant du malais padi, qui désigne le riz sur pied dans la rizière) est à l'état brut, c'est un « riz non décortiqué », qui a conservé sa balle après battage[6]. Il est aussi cultivé en aquariophilie, pour ses paramécies dans le germe du grain[7].
- le riz complet, ou riz brun, ou riz cargo est le « riz décortiqué » dont seule la balle a été enlevée[6], mais dont le son et le germe sont toujours présents.
- le riz blanc, ou riz usiné, ou riz blanchi, dont le péricarpe et le germe ont été enlevés[6] : il ne reste quasiment que les réserves amylacées (l'endosperme).
- le riz aromatique ou riz parfumé dont les plus répandus sont le riz au jasmin ou riz thaï, le riz basmati,l'Ambemohar au parfum de fleur de mangue.
- le riz étuvé, souvent appelé « riz incollable », est un riz blanc, ou riz cargo, soumis à un traitement thermique avant commercialisation pour éviter que les grains ne collent entre eux[6].

Généralement, 1 kg de riz paddy donne 750 g de riz complet et 600 g de riz blanc.

### Les types de riz usuels

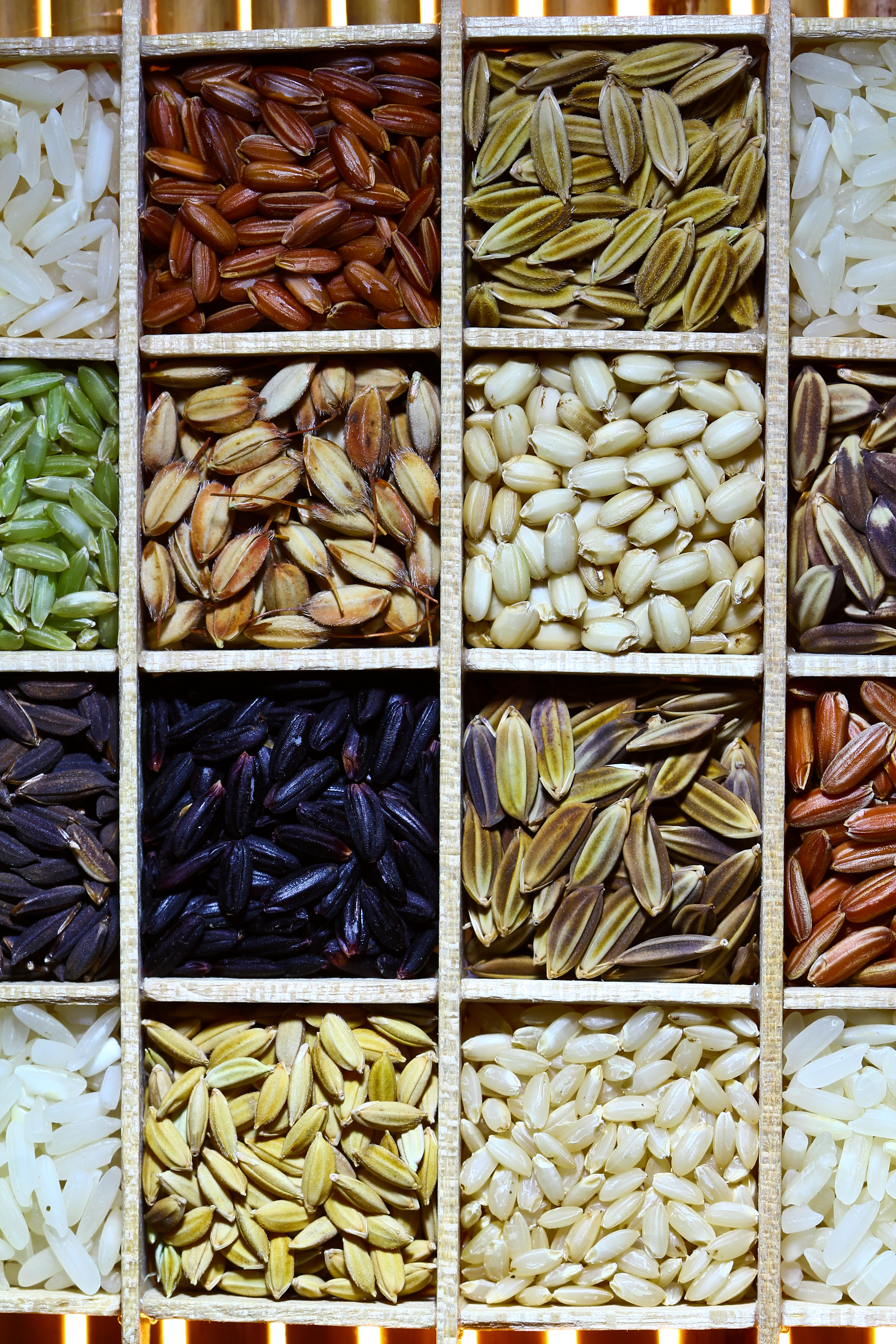
.

Lors de la commercialisation à des fins alimentaires, ou lors de l'utilisation dans des recettes, les différentes variétés de (grains de) riz peuvent être classées suivant deux critères : la taille des grains et leur appartenance à un type ayant des caractéristiques particulières.
La classification usuelle du riz, suivant la dimension de ses grains, dont la taille des variétés commerciales est généralement comprise entre 2,5 mm et 10 mm, est la suivante :
- Le riz long grain, dont les grains doivent mesurer au minimum 7 à 8 mm et sont plutôt fins. À la cuisson, les grains gonflent peu, leur forme est préservée et ils ne s'agglutinent quasiment pas. Ce sont des riz souvent utilisés lors de la préparation de plats principaux, ou comme accompagnement. Beaucoup d'espèces du groupe variétal indica sont vendues sous cette appellation.
- Le riz à grain médium, grain moyen ou grain demi-long, dont les grains sont plus larges que le riz long grain (le rapport entre longueur et largeur oscille entre 2 et 3) et qui atteignent une longueur comprise entre 5 et 6 millimètres, peut être, suivant les variétés, mangé en accompagnement ou appartenir à une variété de riz gluant (comme le california mochi, par exemple). Le plus souvent, ce type de riz est légèrement plus collant que le riz long.
- Le riz à grain court, riz rond, ou riz à grain ovale, est la variété la plus utilisée pour les desserts, paellas ou encore les risottos. Les grains mesurent généralement 4 à 5 mm de long pour 2,5 mm de large. Ils collent souvent entre eux.

La classification se fonde aussi sur des critères gustatifs. On distingue le riz gluant asiatique (dont les grains sont souvent longs ou moyens et s'agglutinent), les riz parfumés qui ont une saveur particulière (le basmati et le thaï étant les plus connus en Occident), ou encore le riz à risotto (qui est le plus souvent du riz rond ou moyen, comme l'Arborio ou le Carnaroli).
De plus, on utilise dans certaines parties du monde différents cultivars pour obtenir différentes couleurs de riz, rouge (Madagascar), jaune (Iran) ou encore violet (Laos).

### Les riz avec label de qualité
Les labels européens :
IGP : Riz de Camargue, en Italie : riso del Delta (delta du Pô), Riso Nano Vialone Veronese (demande introduite), au Portugal : arroz carolino do Baixo Mondego, arroz Carolino das Lezírias Ribatejanas ;
AOP : en Espagne arroz del Delta del Ebro (sous les formes Bahía et Bomba), arroz de Valencia (sous les formes Bomba, Bahia, Sénia et Albufera), en Italie riso di Baraggia Biellese e Vercellese.
Ces appellations sont protégées.

### Classification variétale
Le riz cultivé existe en de très nombreuses variétés, plusieurs milliers, qui ont été classées historiquement en trois groupes : japonica à épillet court, indica à épillet très long, et un groupe intermédiaire, anciennement nommé javanica.
Aujourd'hui, on classe le riz asiatique en deux sous-espèces, indica et japonica, sur une base moléculaire, mais aussi d'incompatibilité reproductive. Ces deux groupes correspondent à deux événements de domestication ayant eu lieu de part et d'autre de l'Himalaya. Les riz anciennement nommés javanica appartiennent au groupe japonica. On parle parfois de japonica tropicaux.
La sous-espèce indica regroupe des indica classiques, les écotypes « aus » et des écotypes flottants.
La sous-espèce japonica regroupe les japonica tempérés et tropicaux (ex-javanica, généralement adaptés à la culture « sèche », c'est-à-dire sans inondation du champ), les riz long grain parfumés (basmati et sari) et des écotypes flottants.
Les milliers de variétés de riz existantes sont parfois classées selon leur degré de précocité, selon la longueur du cycle végétatif (en moyenne 160 jours). On parle alors de variétés très précoces (90 à 100 jours, écoptypes « aus »), précoces, semi-précoces, tardives, très tardives (plus de 210 jours). Ce mode de classement, s'il est pratique d'un point de vue agronomique, n'a cependant aucune valeur taxonomique.
Il existe plus de 360 variétés de riz inscrites dans le catalogue européen des espèces et variétés. Environ 118 variétés de riz sont inscrites au catalogue officiel français.
Le riz sauvage appartient à un genre voisin : la zizanie, Zizania aquatica L. et Zizania palustris, originaire de la région des Grands Lacs, en Amérique du Nord.
Le genre Oryza comprend une vingtaine d'espèces différentes. De nombreuses classifications de ces espèces en complexes, en tribus, en séries, etc., ont été proposées, et se recoupent plus ou moins. La classification proposée ici présente l'avantage d'être simple, et reprend les travaux les plus récents. La base de ces classifications est l'organisation du génome (ploïdie, niveau d'homologie des génomes, etc.), mais est cohérente avec les caractéristiques morphologiques observées chez ces différentes espèces.
- Complexe sativa. Dans ce groupe se retrouvent les deux espèces de riz cultivées, leurs parents sauvages, et des espèces proches.
  - Oryza sativa Linn., le riz cultivé asiatique, une espèce cultigène[1].
  - Oryza sativa f. spontanica auct.
  - Oryza rufipogon Griff. est le parent supposé de l'espèce cultivée Oryza sativa, le riz asiatique. Certains individus de cette espèce sont des plantes annuelles, d'autres sont pérennes. Traditionnellement, la forme annuelle de Oryza rufipogon était nommée Oryza nivara. Ce nom d'espèce ne doit plus être utilisé aujourd'hui, car les formes annuelles et pérennes sont tout à fait interfertiles, et ne forment pas deux populations distinctes. Afin d'ôter toute ambiguïté, on écrit parfois Oryza rufipogon sensu lato pour désigner cette espèce dans sa nouvelle acception sur la forme pérenne, sur la forme annuelle (ex-Oryza nivara).
  - Oryza glumipatula provient d'Amérique du Sud. Cette espèce ne peut pas être distinguée de Oryza rufipogon sur une base morphologique. Cependant, il s'agit bien d'une espèce différente, car les plantes d’Oryza glumaepatula et d’Oryza rufipogon ne sont pas interfertiles.
  - Oryza glaberrima Steud., le riz de Casamance. Espèce cultigène[1], il fut vraisemblablement domestiqué en Afrique de l'Ouest à partir de l'espèce sauvage annuelle Oryza barthii. Oryza glaberrima n'est cultivée qu'en Afrique de l'Ouest (du Sénégal jusqu'au lac Tchad), alors qu'Oryza barthii est présent en Afrique de l'Est (Tanzanie) et australe (Zambie).
  - Oryza barthii A. Chev., probable parent sauvage du riz de Casamance (Oryza glaberrima). Cette espèce existe également sous la forme d'adventices dont certaines ont été historiquement nommées Oryza stapfii A. Chev. On trouve aussi dans la littérature le nom Oryza breviligulata qui est synonyme de Oryza barthii.
  - Oryza longistaminata Chev. & Roch.
- Complexe officinalis. Cet autre grand groupe réunit des espèces à l‘écologie plus diversifiée : on y trouve des espèces poussant au soleil dans des zones inondées, de façon permanente ou temporaire, mais aussi des espèces poussant en sous-bois, ou dans des zones non inondées.
  - Oryza officinalis Wall.
  - Oryza minuta Presl.
  - Oryza eichingeri Peter.
  - Oryza punctata Kotschy ex Stend.
  - Oryza latifolia Beauv.
  - Oryza australiensis Domin.
  - Oryza grandiglumis (Don.) Prod.

Deux autres groupes plus petits en nombre d'espèces sont décrits dans la littérature :
- Complexe ridleyi.
  - Oryza ridleyi Hook. f.
  - Oryza longiglumis P. Jansen.
- Complexe granulata :
  - Oryza neocaledonica Morat, une espèce proche de Oryza meyeriana qui ne pousse qu'en Nouvelle-Calédonie (espèce endémique).
  - Oryza meyeriana (Zoll. & Mon.) Baill.

Enfin, les deux espèces suivantes ne sont regroupées avec aucune autre :
- Oryza schlechteri Pilqer. Cette espèce est proche du complexe ridleyi, mais n'en ferait pas partie.
- Oryza brachyantha Chev. est totalement indépendante.

## Culture

### Histoire

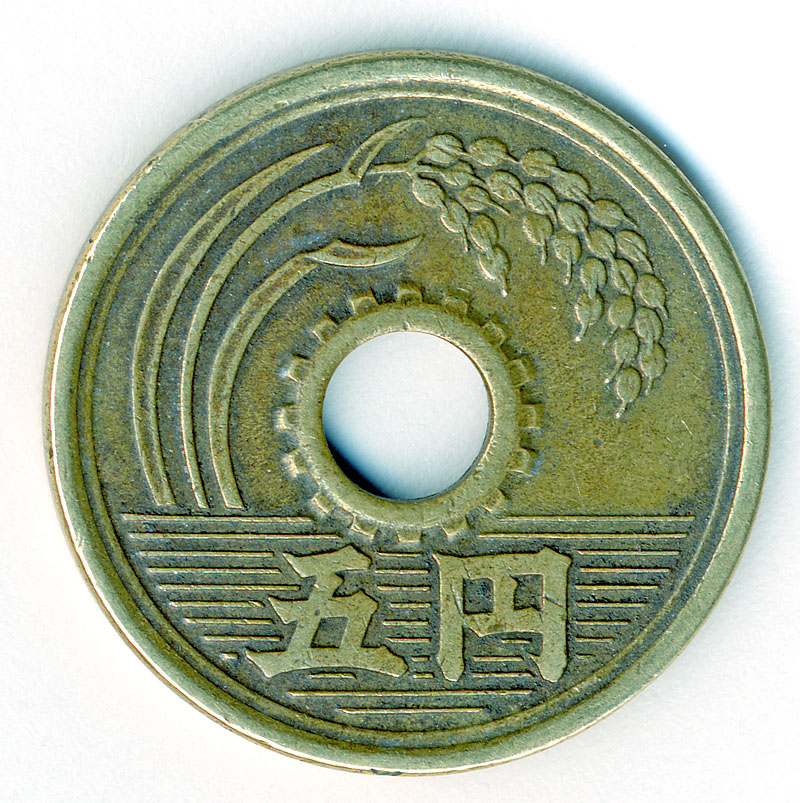
Un épi de riz (稲, ine), représenté sur le côté pile de la monnaie japonaise de 5 yen (五円), symbolise l'immortalité, l'abondance et la pureté première.

L'être humain a commencé à cultiver le riz il y a près de 10 000 ans, lors de la révolution néolithique. Il se développe d'abord en Chine, puis dans le reste du monde. La collecte de riz sauvage (dont la balle se détache spontanément) est en effet attestée en Chine dès 13000 av. J.-C. puis ce riz disparaît (à cause d'une sécheresse ?), tandis que le riz cultivé (riz sélectionné pour son rendement et sa balle qui se conserve et n'est emportée par le vent que lors du vannage des grains) apparaît vers 9000 av. J.-C. après avoir subi des hybridations avec l'espèce sauvage vivace Oryza rufipogon (qui existe depuis moins de 680 000 ans) et l'espèce sauvage annuelle Oryza nivara, ces différents riz coexistant pendant des milliers d'années, ce qui a favorisé les échanges génétiques. Ce n'est qu'il y a environ 5 000 ans, en Chine, que le riz domestique a cessé de varier et de s'hybrider, devenant la seule forme de riz cultivée.
Le riz était cultivé en Mésopotamie dans la région de Mazandéran, dans l'actuel Iran, dès environ 1000 avant J.-C., c'est-à-dire dès avant la période achéménide
Le riz était connu des anciens Grecs, depuis les expéditions d'Alexandre le Grand en Perse.
Le riz est mentionné dès 1393 en France, dans Le Mesnagier de Paris, mais c'est encore un produit d'importation. Ce sont les musulmans qui l'introduisent en al-Andalus (péninsule Ibérique). En Italie, il apparaît en 1468. En France, des tentatives de cultures sont réalisées au XVIIe siècle, mais ce n'est que dans la seconde moitié du XXe siècle que cette culture se développe, parallèlement à l'aménagement du delta du Rhône.

### Riziculture

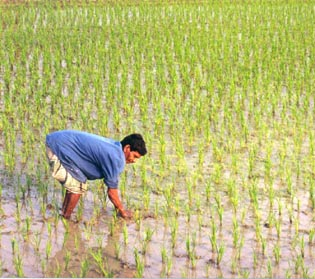
Travail dans une rizière au Bangladesh.

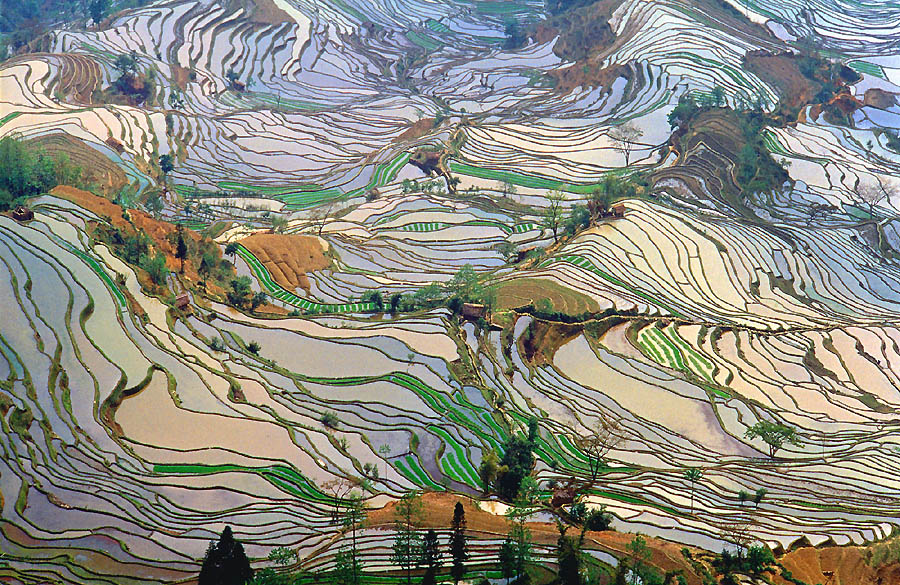
Rizières en terrasse des Hani de Honghe, Chine du Sud.

On considère que le berceau de la riziculture est le site de Chengtoushan, dans le nord du Hunan.
Le riz est cultivé de diverses manières. La riziculture pluviale, sans inondation du champ, est une culture non aquatique, elle se distingue des cultures aquatiques, la riziculture inondée où le niveau d'eau n'est pas contrôlé, et la riziculture irriguée où la présence d'eau et son niveau sont contrôlés par le cultivateur. Un champ cultivé en riz est nommé rizière.
Près de 2 000 variétés de riz sont aujourd'hui cultivées. Les difficultés liées à la culture du riz font que, contrairement au blé, il est cultivé dans très peu de pays. Ainsi, près de 90 % de la production mondiale est fournie par l'Asie des moussons. À elles seules, les productions totales additionnées de la Chine et de l'Inde dépassent la moitié de la production mondiale. Cela s'explique notamment par les exigences du riz en matière climatique.
En effet, les besoins de la plante en chaleur, en humidité et en lumière sont très spécifiques. Ce n'est que dans les régions tropicales et subtropicales que le riz peut être cultivé toute l'année. L'intensité lumineuse exigée limite sa production aux zones se situant entre le 45e parallèle nord et le 35e parallèle sud, tandis que les conditions pédologiques requises s'avèrent plus souples, la plante étant relativement accommodante. La culture du riz requiert cependant une humidité importante : les besoins s'élèvent à au moins 100 mm d'eau par mois.
Le riz entraîne donc une forte consommation domestique en eau.
À tous ces obstacles climatiques s'ajoute la difficulté à récolter le riz. La récolte n'est pas partout automatisée (moissonneuses), ce qui nécessite une main-d'œuvre humaine importante. Cet aspect des coûts en capital humain joue un rôle prépondérant dans la considération du riz comme une culture de pays pauvres.
La riziculture « irriguée » exige des surfaces planes, des canaux d'irrigation, des levées de terre, elle est effectuée en plaine ou bas-fonds. En zone montagneuse, ce type de culture est parfois pratiqué en terrasses. De plus, les plantules de riz aquatique sont en premier lieu obtenues sous pépinière avant d'être repiquées sous une lame d'eau, dans un sol préalablement labouré. À long terme, l'entretien pose aussi de sérieux problèmes, car il exige sarclage et désherbage de la terre avant d'effectuer la récolte à la faucille obligatoire, et dont les rendements s'avèrent faibles. Ce mécanisme est celui de la culture rizicole dite « intensive », car ayant les meilleurs rendements et permettant plusieurs récoltes par an (jusqu'à sept tous les deux ans, soit plus de trois par an dans le delta du Mékong).
La riziculture « inondée » se pratique dans des zones naturellement inondables. Dans cette catégorie entrent deux types de culture, l'un à faible profondeur, et comparable en moins contrôlé à la culture irriguée, l'autre à forte profondeur (parfois entre quatre et cinq mètres lors de crues) où des variétés particulières de riz flottant, comme Oryza glaberrima, sont cultivées. Ces cultures sont traditionnelles dans le delta central du Niger au Mali, de Ségou à Gao, ou même Niamey. Semé sans repiquage, ce riz aquatique est à croissance rapide, mais peu productif. Le terme « riz flottant » est impropre, bien que les tiges fortement allongées et pleines d'air flottent au moment de la décrue. Il faut y préférer « riz de crue », ou deep flood rice. Il faut des variétés photosensibles. Le cycle dépend à la fois de la pluviométrie et de la crue : germination et tallage se font en pluvial, montaison sous crue montante jusqu'à 4 cm/jour, épiaison et floraison sous crue stable, maturation et récolte à la décrue.
Au Mali, cette culture va de Ségou à Gao, le long du fleuve Niger et des rivières importantes. Au-delà du delta central, la crue peut tarder à baisser : il faut alors récolter en pirogue (lac Télé en particulier). Parfois, il existe des situations intermédiaires où le niveau d'inondation est partiellement contrôlé : des aménagements simples d'un coût de l'ordre du dixième des coûts pour l'irrigation, permettent de retarder la crue et la décrue. Des compléments d'aménagements permettent de diminuer la hauteur d'eau pour chaque zone d'altitude. Il faut changer de variété tous les 30 cm de hauteur d'eau. Il y a peu de recherche à ce sujet, mais les variétés traditionnelles résistent mieux aux aléas d'inondation. Elles sont peu productives, mais fort goûteuses.
Il existe également une riziculture dite « pluviale », dépendant uniquement de la pluviométrie. Le riz pluvial n'est pas cultivé « les pieds dans l'eau » et ne requiert pas d'irrigation en continu. Ce type de culture peut se rencontrer dans les zones tropicales d'Afrique de l'Ouest. Ces cultures sont « extensives » ou « sèches », et offrent des rendements plus faibles que la riziculture irriguée.

#### Mécanisation
Bien que la plus grande partie de la production du riz dans le monde soit effectuée manuellement, le reste fait appel à des systèmes très mécanisés. Ainsi aux États-Unis et en Australie, semis, fumure et traitements peuvent être réalisés par avion. En Europe et au Japon, on préfère généralement des moyens terrestres, les dérives de pesticides étant faciles sur de petites parcelles et peu appréciées des populations riveraines.
Cependant la régulation automatisée des niveaux d'eau et les formes de mécanisation légère (petites machines adaptées) sont en progression partout.
Pour la récolte, les rizières sont asséchées. Au Japon et dans les pays développés d'Asie, on emploie souvent de petites moissonneuses-lieuses spécialisées, le battage suit dans les deux jours effectué à l'aide de batteuses à poste fixe. Il existe aussi de petites moissonneuses-batteuses spécialisées. En Europe et en Amérique, on utilise des moissonneuses à céréales que l'on adapte et règle pour le riz.

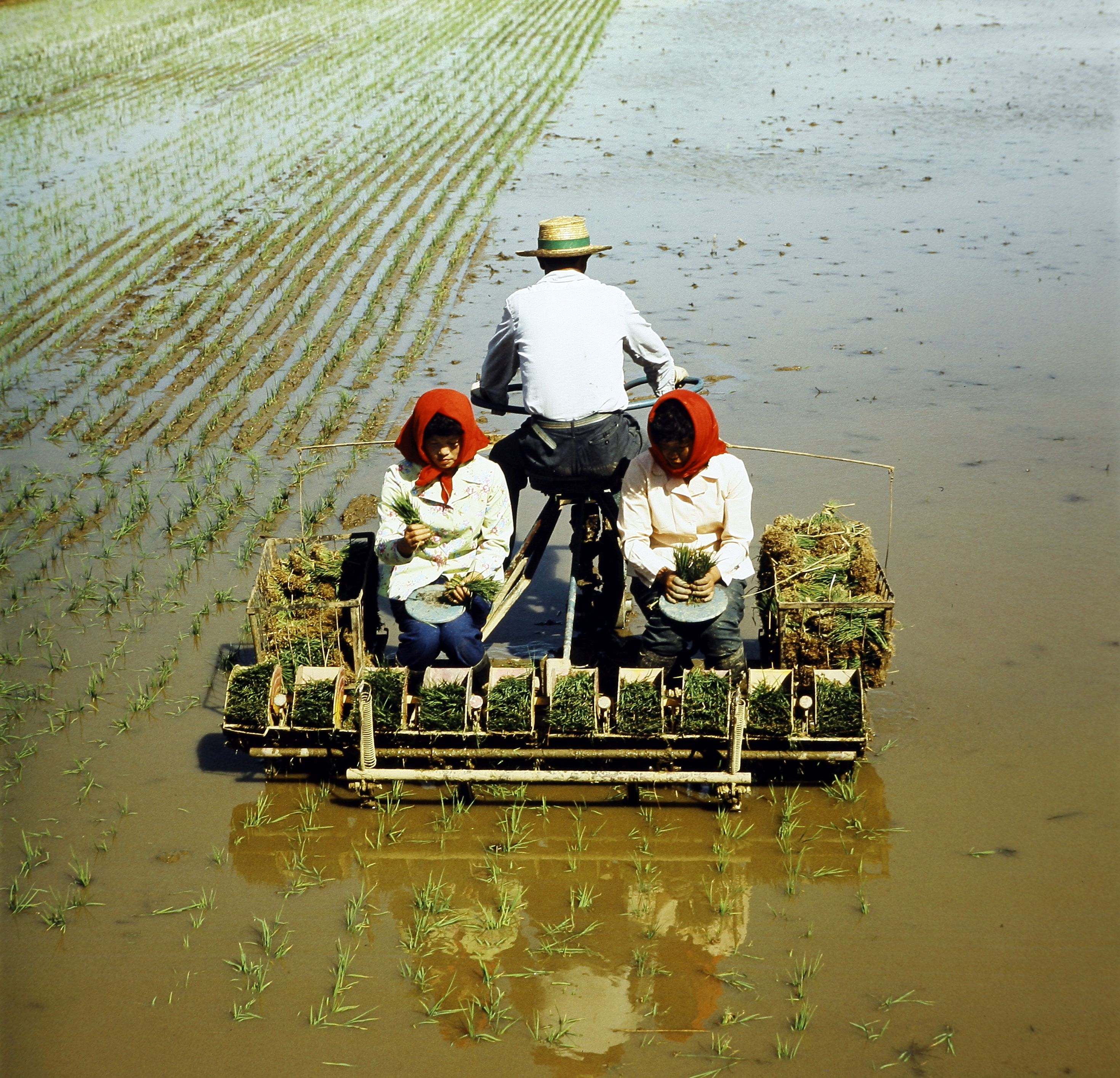
Planteuse de riz mécanique assistée manuellement, Corée du Nord, 1986.
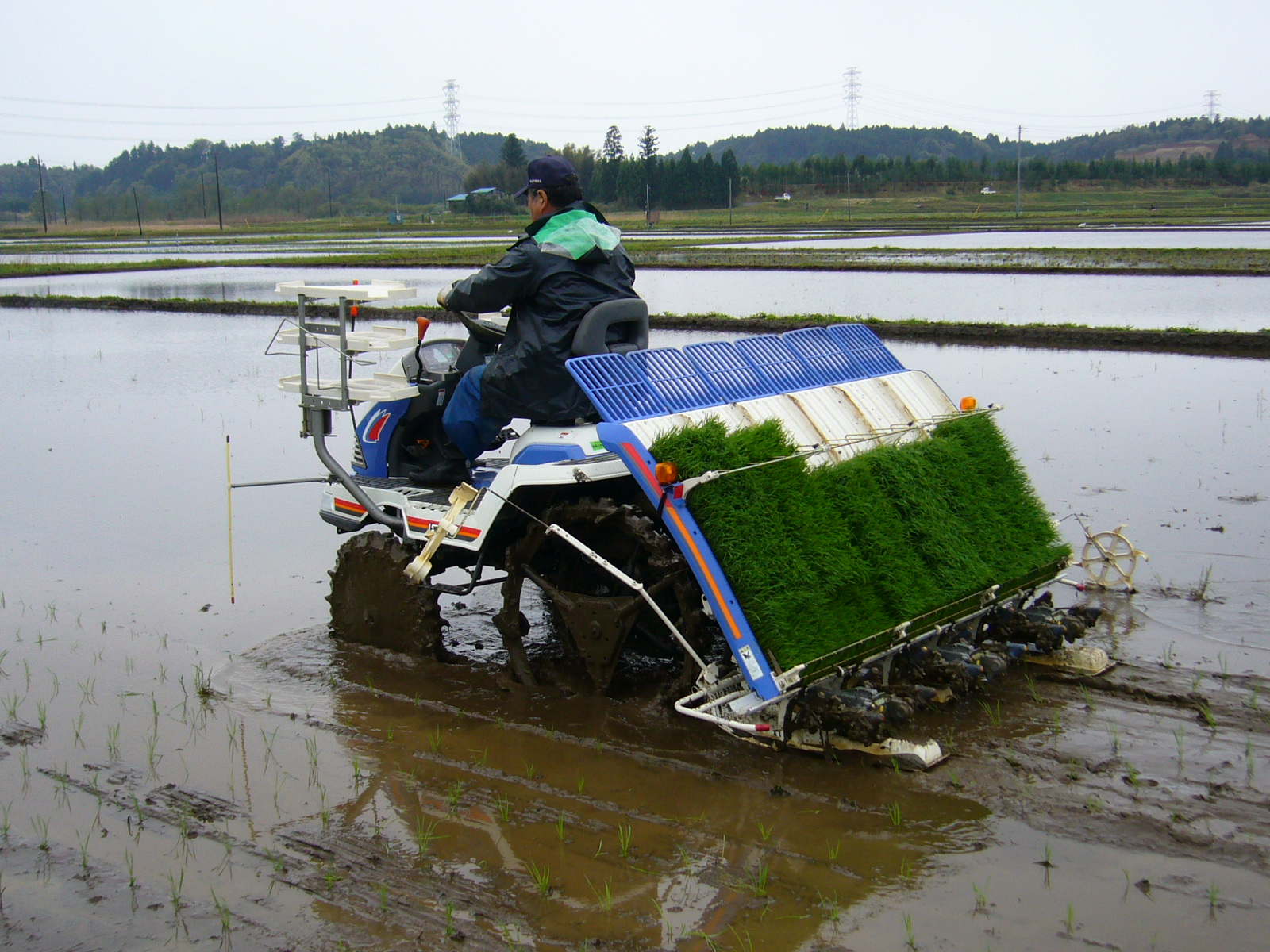
Planteuse automatisée. Japon, 2008.
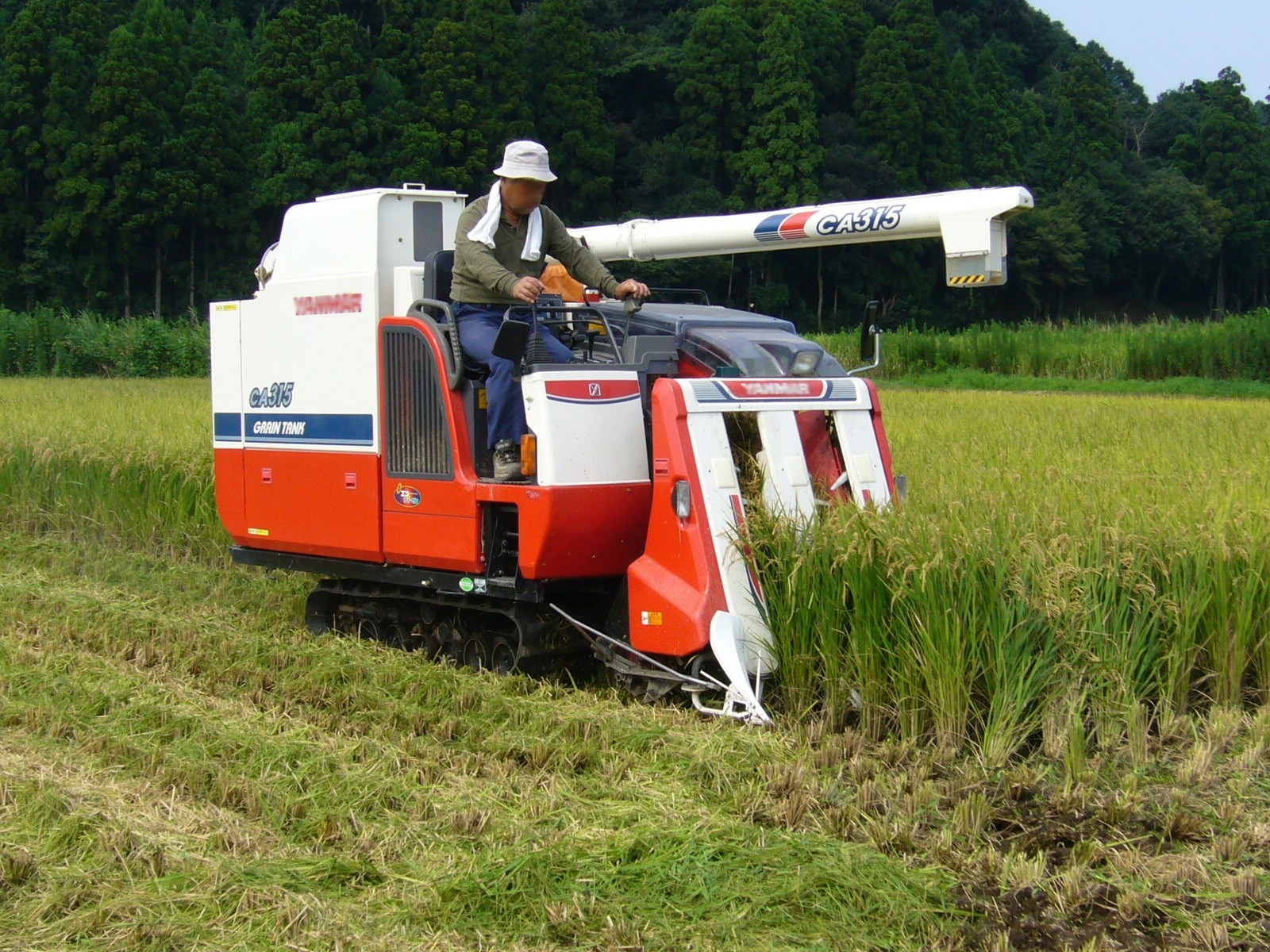
Moissonneuse-batteuse Yanmar sur chenilles au travail dans une rizière asséchée. Japon, 2007.
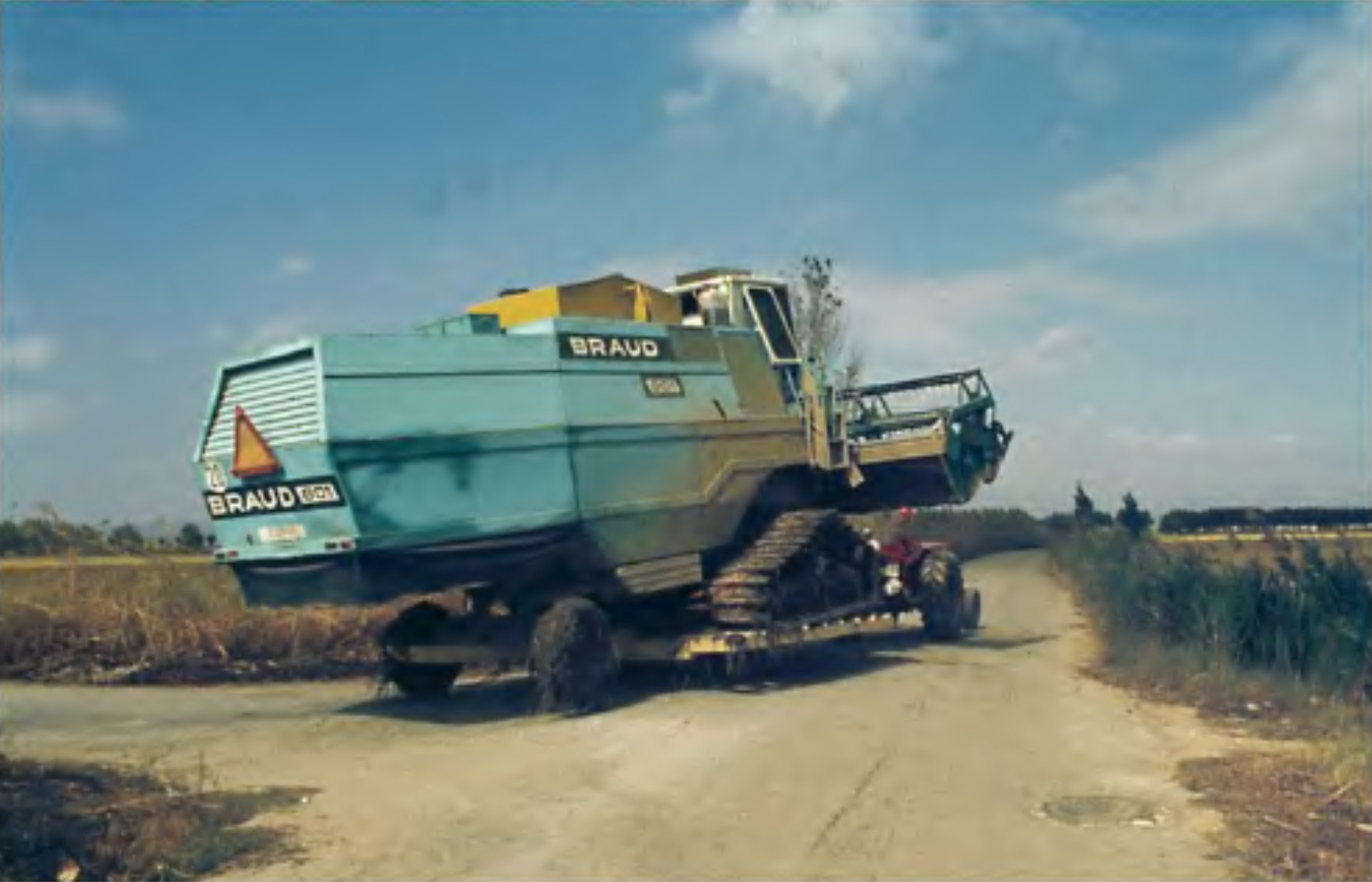
Transport d'une moissonneuse sur chenilles adaptée à la récolte du riz. Delta de l'Èbre, 1981.
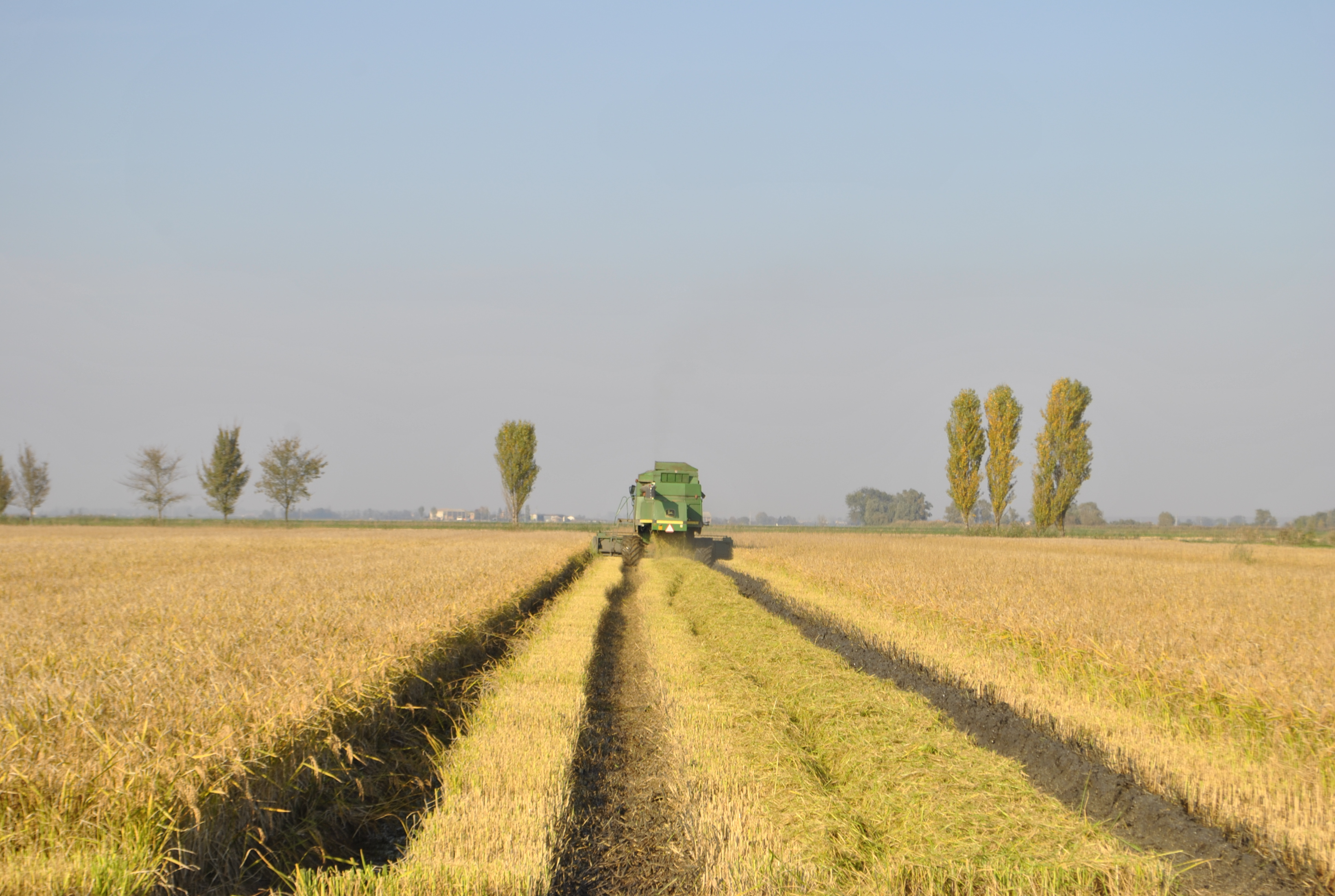
Récolte du riz, Italie, 2015.
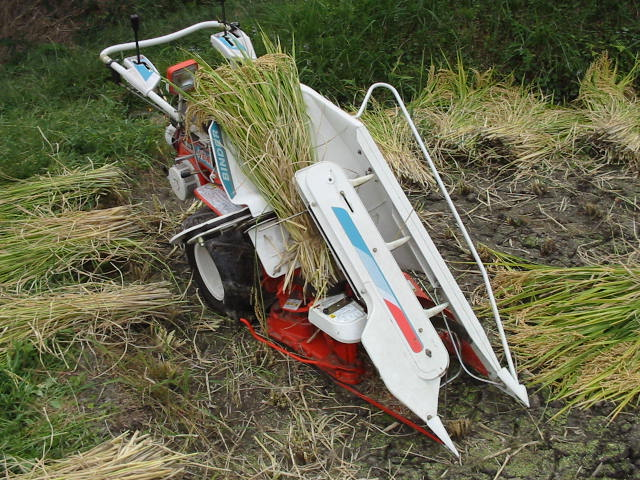
Moisson du riz à la moissonneuse-lieuse. On obtient des gerbes à battre. Japon, 2006.
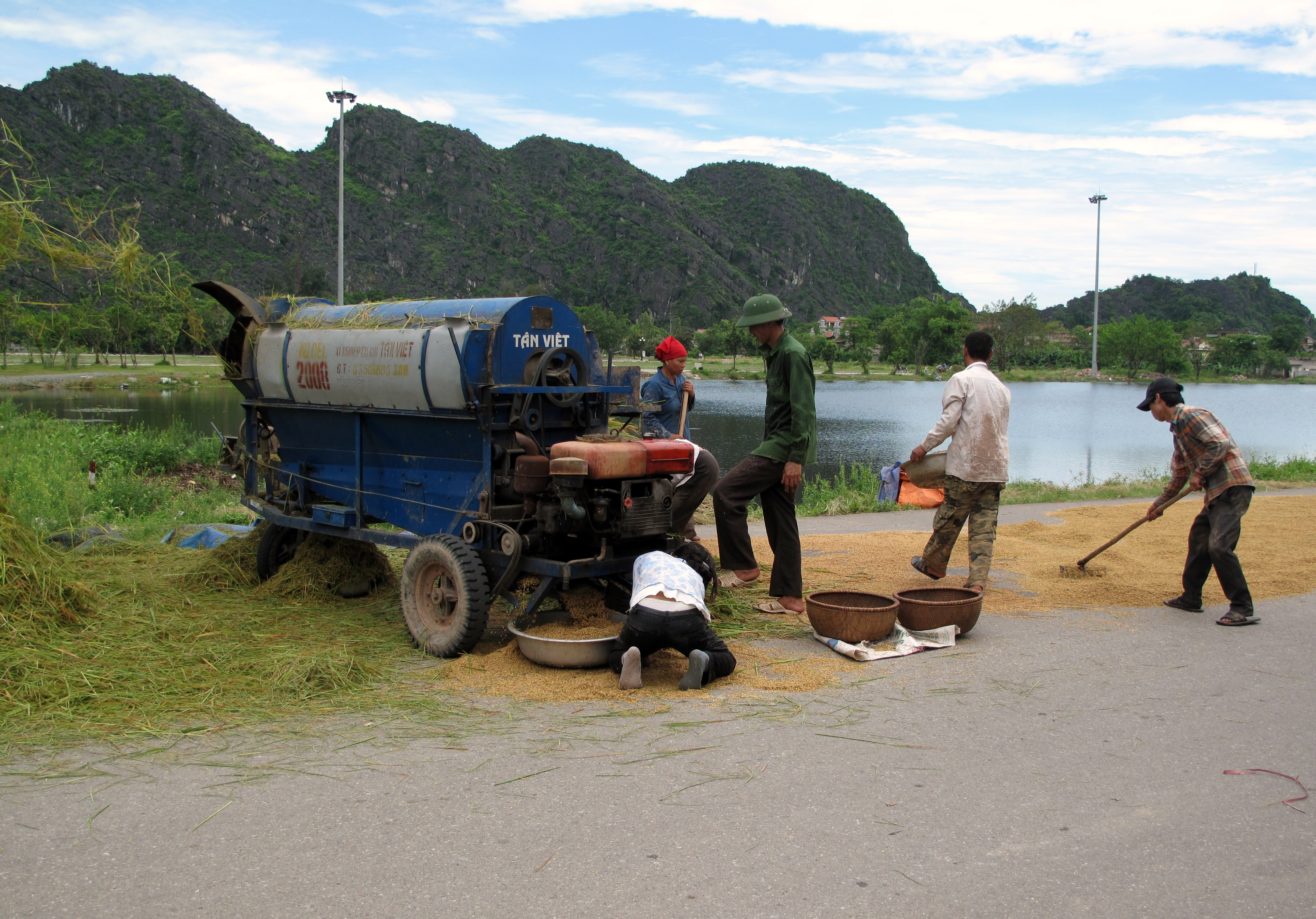
Batteuse à poste fixe déplaçable, Viet Nam, 2012.

### Impact environnemental
La culture du riz nécessite des quantités très importantes d'eau douce. En moyenne, dans le monde, il faut environ 2 500 litres d'eau pour produire 1 kg de riz.
La culture intensive du riz contribue à l'effet de serre, car elle est à l'origine de l'émission d'une quantité importante de méthane, puissant gaz à effet de serre. La riziculture est en effet le deuxième producteur mondial de méthane, en émettant 60 millions de tonnes par an, juste derrière l'élevage des ruminants, qui engendre 80 millions de tonnes par an.
Mais pour que cette comparaison soit pertinente, comme le nombre de personnes nourries par l'élevage de ruminant et par la riziculture est très différent, il faut comparer les émissions par kilos de nourriture produite. Le riz en émet 15 fois moins que le bœuf. Par calorie, le rapport est même de 30.

### Protection phytosanitaire du riz
La protection phytosanitaire du riz est réglementée, notamment en France.

## Économie

### Production

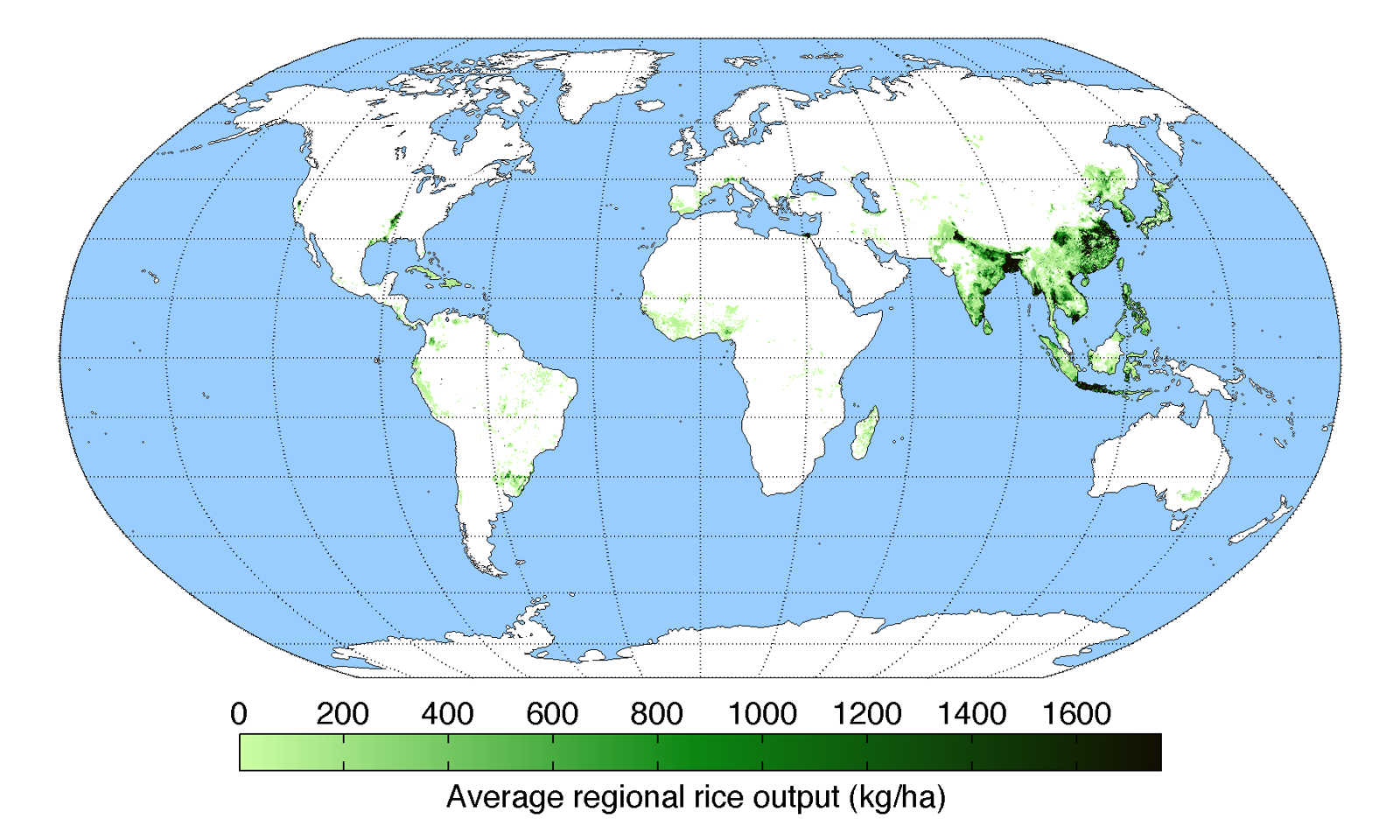
Carte du monde avec le rapport de production de riz par hectare en 2008.

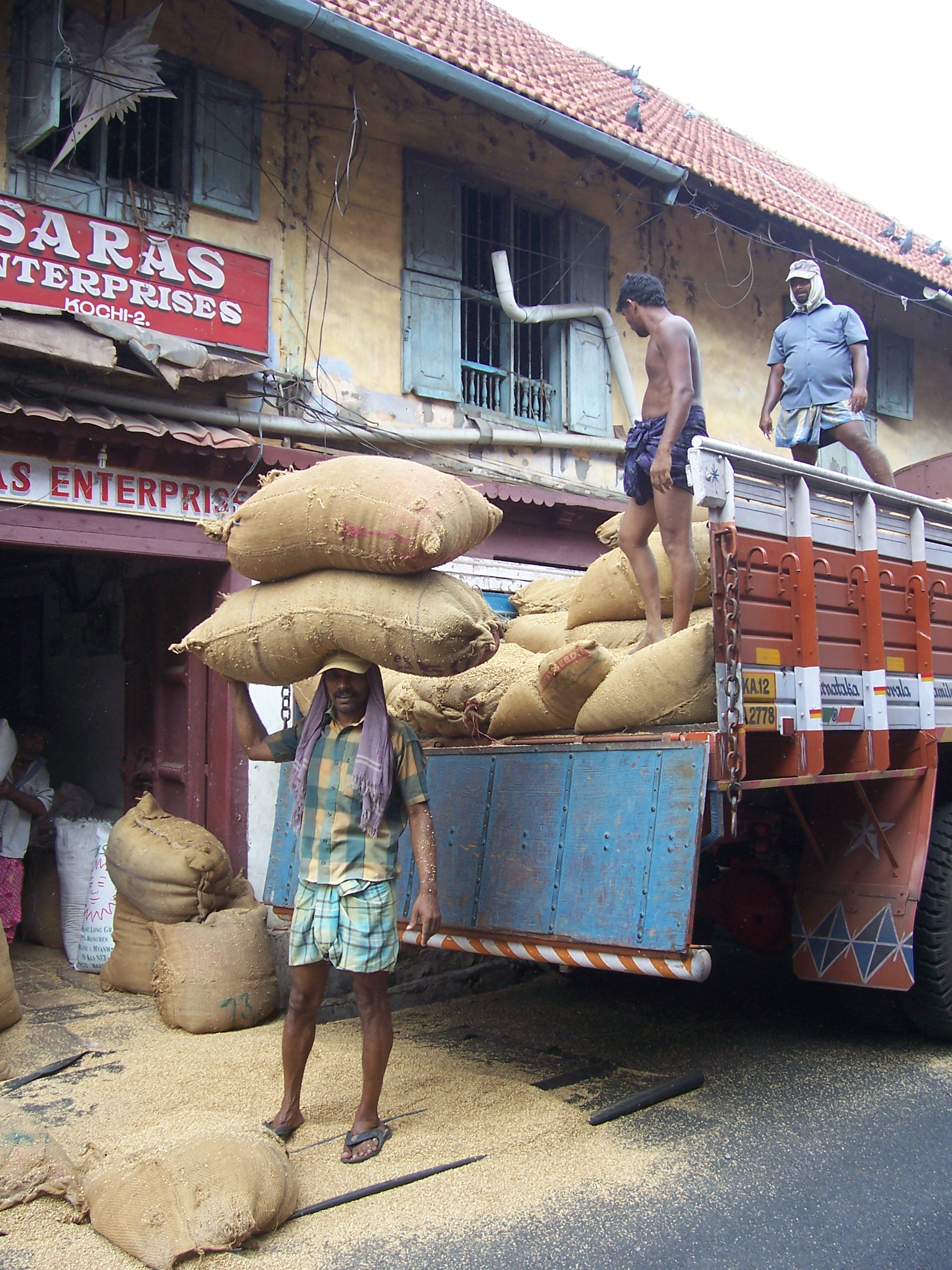
En Inde (2012, Cochin), des porteurs acheminent la production dans les entrepôts du port.

Ces dernières années, la hausse de la production de riz a surtout été due à la hausse des rendements, environ 4,5 t/ha. La production générale de riz fluctue moins que celle du blé, du fait notamment des moindres enjeux économiques et politiques.
En 2014, la production mondiale de riz complet s'est élevée à 740 Mt (mégatonne) contre seulement 585, en 2003 (source : FAO).
|             | Pays         | Surface cultivée (milliers ha) | Rendement (kg/ha) | Production (kt) | Production (%) |
| 1           | Chine        | 30 598                         | 6 749             | 206 507         | 27,9 %         |
| 2           | Inde         | 43 400                         | 3 622             | 157 200         | 21,2 %         |
| 3           | Indonésie    | 13 796                         | 5 135             | 70 846          | 9,5 %          |
| 4           | Bangladesh   | 11 820                         | 4 419             | 52 231          | 7 %            |
| 5           | Vietnam      | 7 816                          | 5 754             | 44 974          | 6,1 %          |
| 6           | Thaïlande    | 10 834                         | 3 011             | 32 620          | 4,4 %          |
| 7           | Birmanie     | 6 790                          | 3 891             | 26 423          | 3,6 %          |
| 8           | Philippines  | 4 740                          | 4 002             | 18 968          | 2,6 %          |
| 9           | Brésil       | 2 341                          | 5 201             | 12 176          | 1,6 %          |
| 10          | Japon        | 1 575                          | 6 698             | 10 549          | 1,4 %          |
| 11          | États-Unis   | 1 181                          | 8 487             | 10 026          | 1,4 %          |
| 12          | Cambodge     | 3 100                          | 3 008             | 9 324           | 1,3 %          |
| 13          | Pakistan     | 2 891                          | 2 423             | 7 005           | 0,9 %          |
| 14          | Nigeria      | 3 096                          | 2 175             | 6 734           | 0,9 %          |
| 15          | Égypte       | 632                            | 9 530             | 6 024           | 0,8 %          |
| 16          | Corée du Sud | 816                            | 6 913             | 5 638           | 0,8 %          |
| 17          | Népal        | 1 487                          | 3 394             | 5 047           | 0,7 %          |
| 18          | Laos         | 958                            | 4 179             | 4 002           | 0,5 %          |
| 19          | Madagascar   | 1 500                          | 2 652             | 3 978           | 0,5 %          |
| 20          | Sri Lanka    | 881                            | 3 838             | 3 381           | 0,5 %          |
| Total monde | Total monde  | 163 242                        | 4 539             | 740 956         | 100 %          |

Historiquement, si l'Égypte fait partie des plus grands producteurs exploitants du riz, elle connaît des difficultés depuis 2008. Sa politique en affaires internationales a interdit en effet, dès 2008, l'exportation de ses productions de riz. Décision qui est marquée définitivement en 2011 par la révolte du peuple contre le président dictateur, Hosni Moubarak. Le Mali est grand producteur de deux types de riz : riz de crue (glaberrima) traditionnel et riz irrigué (office du Niger).
L'Italie, avec 1,5 Mt (2009), représente le principal producteur européen et le 28e au niveau mondial. La culture est concentrée principalement dans les régions du Piémont et de Lombardie, dans le triangle Verceil, Novare, Pavie. La France a produit en 2009 138 035 tonnes, essentiellement en Camargue.
En Europe, il est cultivé dans la plaine du Pô (Italie), en Camargue (France), en Espagne, en Russie, en Grèce, au Portugal, en Ukraine, au Tessin (Suisse) ou encore en Bulgarie.

### Prix
Le prix du riz a doublé entre 2005 et 2009, atteignant même le quintuple lors d'un pic au printemps 2008,.
Le 30 avril 2008, la Thaïlande a annoncé le projet de la création de l'Organisation des pays exportateurs de riz (OREC) afin de mettre en place un cartel de fixation des prix pour le riz sur le modèle de l'OPEP.

### Pays exportateurs
L'Inde est le premier pays exportateur au monde. Elle est suivie par le Vietnam, la Thaïlande, le Pakistan et les États-Unis. Pour l'année 2015 qui est représentative des autres années, elles étaient respectivement de 9,75, 7, 6,6, 3,75 et 3 millions de tonnes.
La Thaïlande est souvent classée 2e exportateur de la planète (parfois 3e exportateur derrière le Vietnam). Dans ce pays, le riz hom mali, parfumé subtilement comme la fleur blanche du jasmin, compte pour 25 % des exportations, rapportant quelque 2,5 millions de dollars par année au pays à environ 550 dollars la tonne, contre 250 dollars pour le riz blanc. Un million de petits paysans dans le nord-est du pays, région connue sous le nom d'Isan, doivent se contenter le plus souvent d'un revenu mensuel d'à peine 200 dollars et vivent largement au-dessous du seuil de précarité dépendant de la mousson.
Le Japon est également un pays exportateur qui, en 2014, cherche à exporter du riz de Fukushima (riz Koshihikari). Ce pays est toutefois particulier car, malgré une production excédentaire (10 549 Mt en 2014), le pays importe plus de riz qu'il n'en exporte. En effet, depuis 1995, à la suite d'un accord verbal (?), le Japon est contraint d'importer 700 000 à 800 000 tonnes de riz par an. Or l'exportation de riz est limitée par une certaine réticence internationale vis-à-vis des produits agricoles issus notamment des régions qui ont été exposées aux radiations nucléaires. Par ailleurs, le prix du riz japonais est plus élevé (prix intérieur atteignant le double du cours du marché). Le Japon dispose donc d'un important stock de riz.
Taïwan participe à des opérations d'aide par distribution de riz.

### Pays importateurs
En 2008, le principal importateur a été le Mexique, avec 716 kt (kilotonne), devant le Nicaragua (138 kt) et le Honduras (104 kt).
Les Philippines, traditionnellement les plus gros importateurs de riz, ont importé 985 kt en 2004 et on estime à 1,1 Mt les importations pour 2005. La république populaire de Chine possède un énorme stock de riz évalué à 42 Mt, ses prévisions d'achats portent sur 700 kt en 2005.

## Utilisation

### Alimentation
Le riz est un aliment de base dans la majorité du sud de l'Asie ainsi qu'en Afrique de l'Ouest. Il entre également dans la composition de nombreux plats européens comme la paella et beaucoup d'autres recettes de riz safrané d’Espagne, le risotto originaire d’Italie.

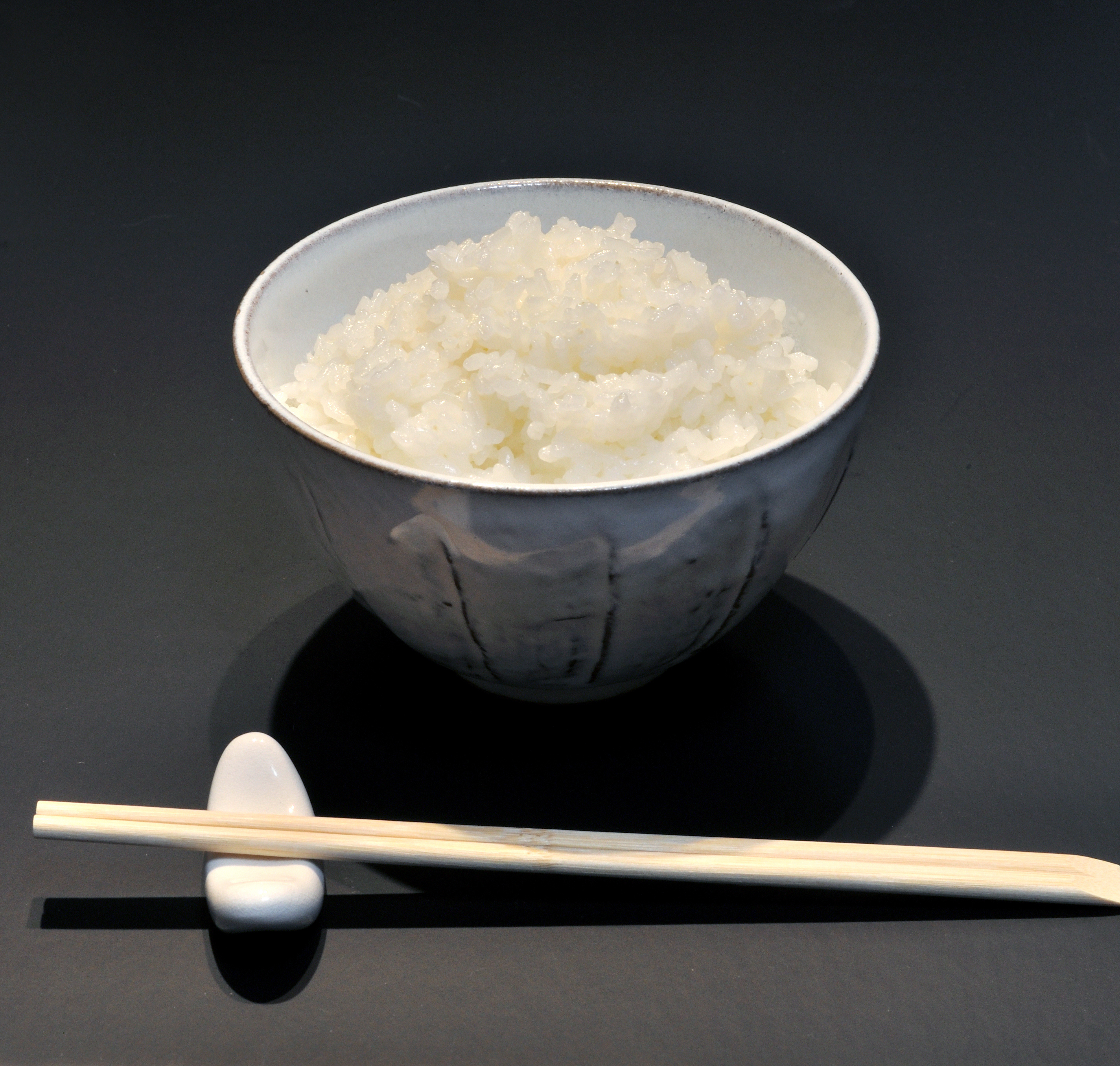
Un bol de riz blanc.
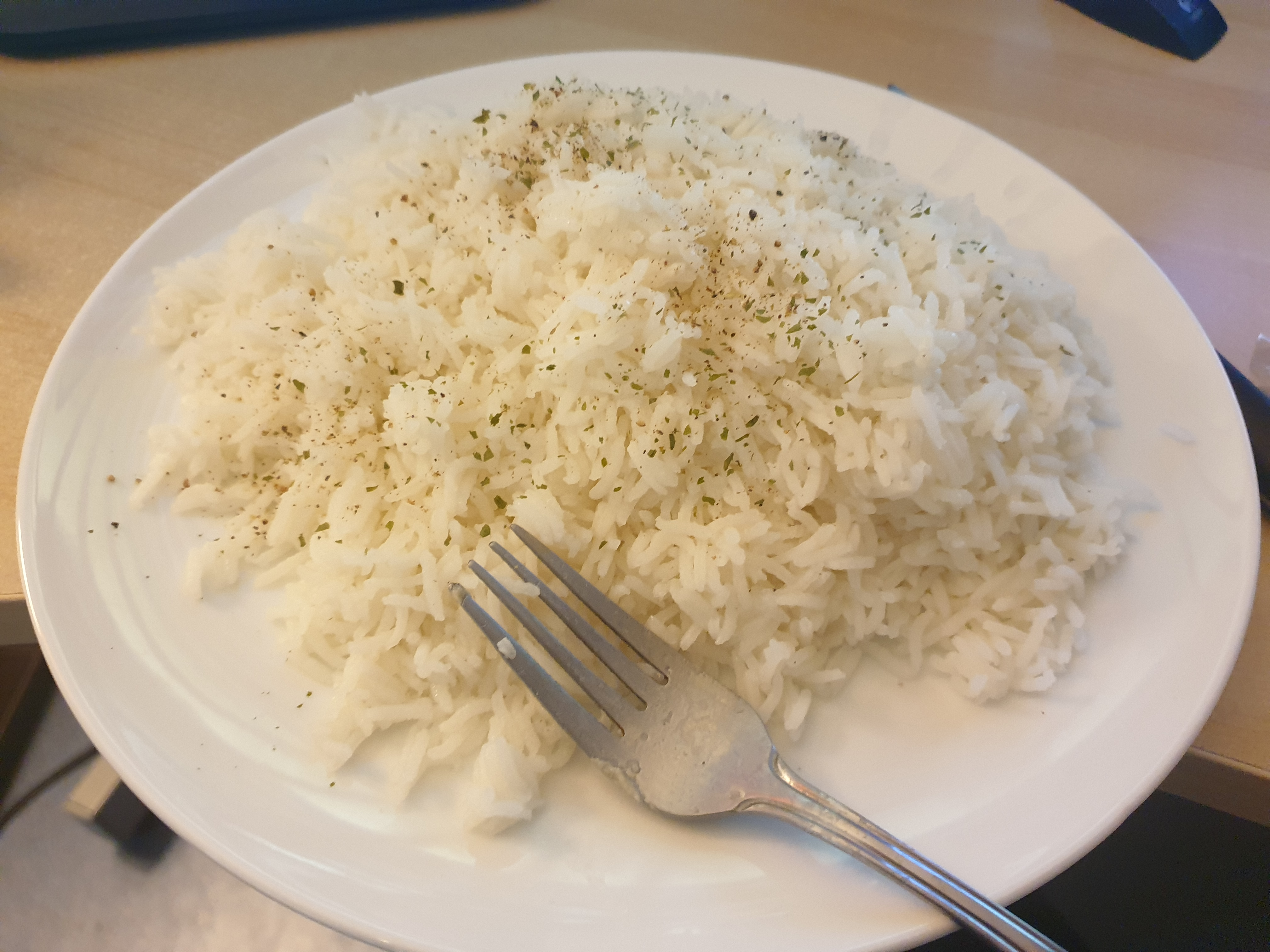
Plat de riz pour deux personnes.
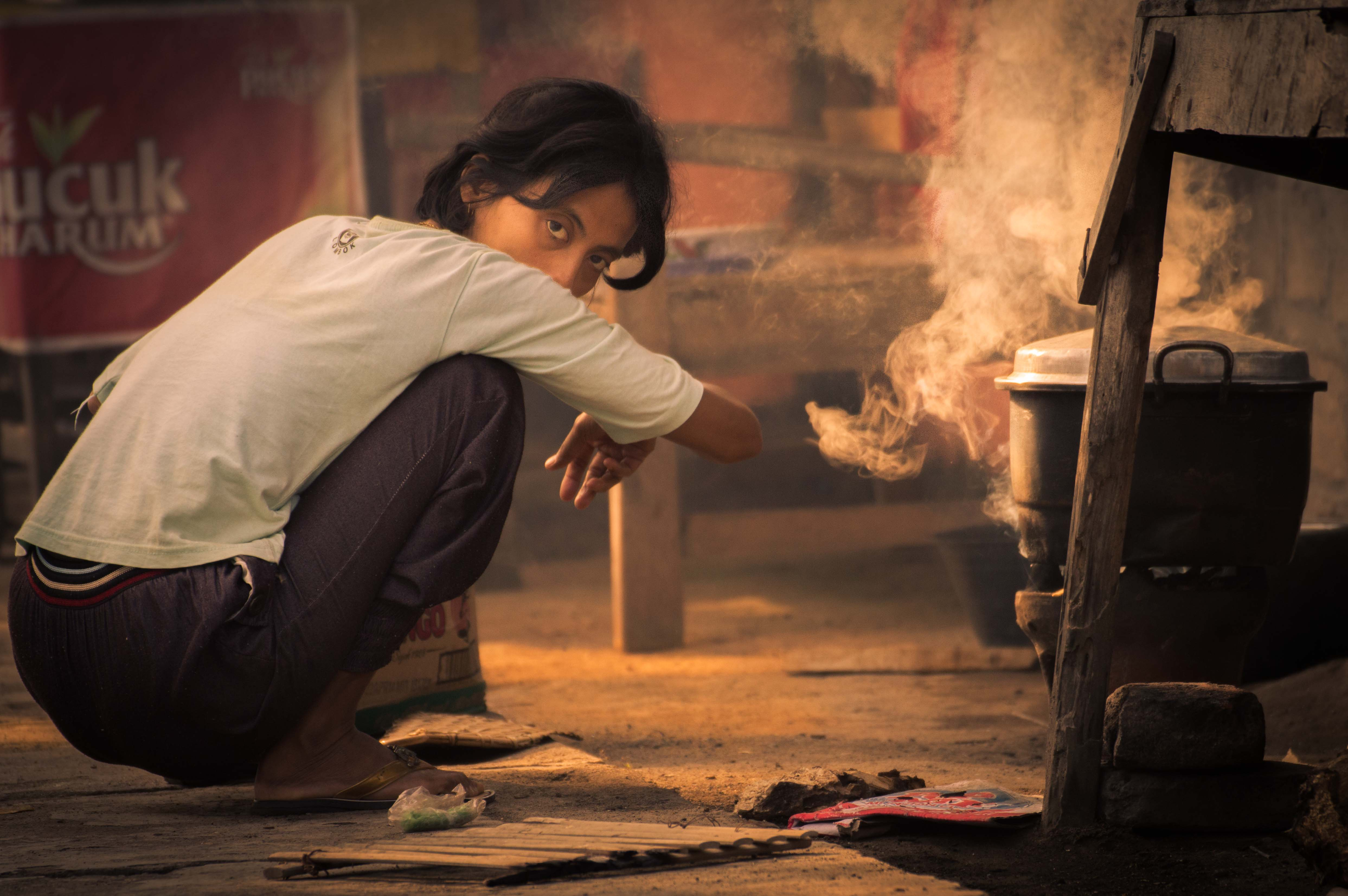
Une femme indonésienne faisant cuire le riz du matin à Imogiri sur un « anglo ».
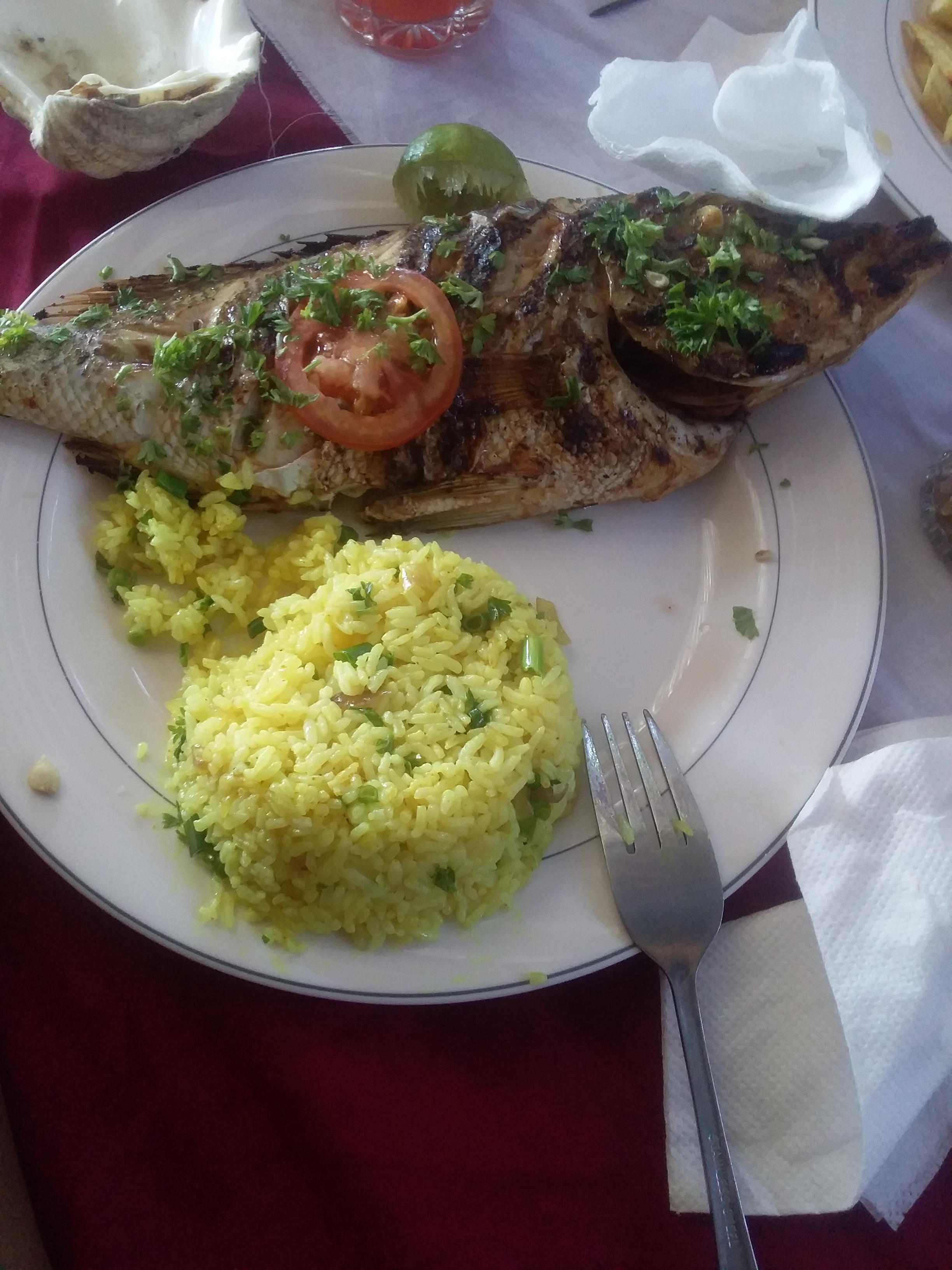
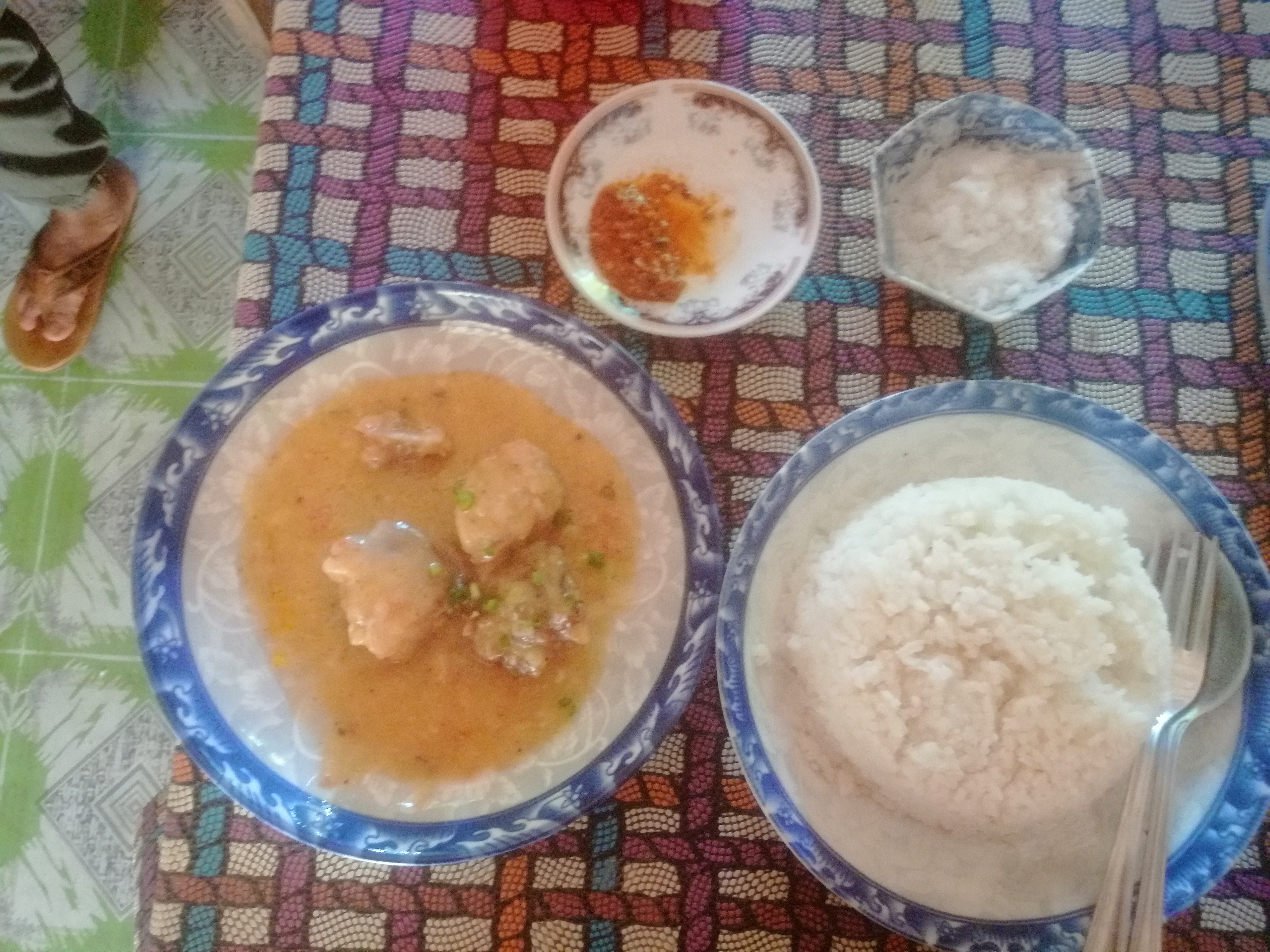

Le riz cantonais est un riz frit aux œufs mondialement diffusé par les immigrés chinois. En Asie, le riz est également utilisé pour faire de l'alcool, comme le saké au Japon, le soju en Corée et certains alcools chinois. La majorité des alcools chinois, appelés en Chine populaire baijiu (terme signifiant plutôt vin [de vigne] blanc à Taïwan), sont à base de sorgho.
Il existe également le carry de l’Île de La Réunion, le gâteau de riz, le plov (Ouzbékistan et Xinjiang (Chine)), le ceebu jën (Sénégal), le nasi padang (Indonésie), le koba (Madagascar) et le soudah karis (Djibouti).

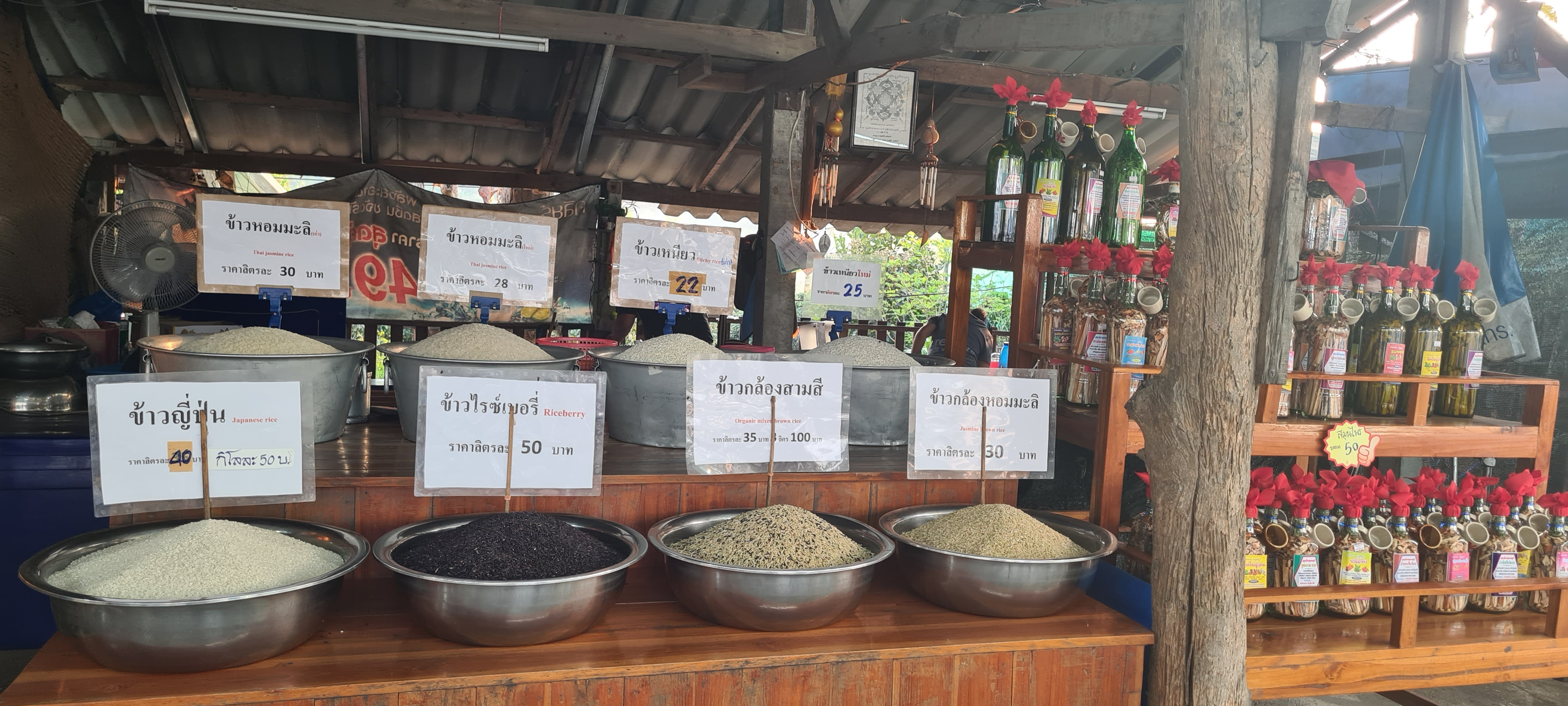
Variétés de riz dans un marché aux insectes dans les montagnes près de Chiang Mai en Thaïlande : riz jasmin blanc et brun (riz thaï), riz gluant et riz riceberry.

Le riz gluant est utilisé dans de nombreux plats et surtout dans ce que l'on nommerait, en France, les desserts : des sucreries, telles que les boules de coco du sud de la Chine, les mochi du Japon, les zongzi, ou bien le tāngyuán, de la fête des lanternes en Chine. Il est également la base du niangao de Chine, du tteok de Corée, et c'est un féculent qui accompagne de nombreux plats en Asie du Sud-Est (Cambodge, Laos, Thaïlande et Vietnam).
Les différents bienfaits du riz :
Le riz blanc est efficace pour aider à lutter contre la diarrhée.
Le riz est une céréale qui regorge de vitamines (vitamines B et minéraux comme le potassium, le magnésium et le phosphore) et qui ne contient aucun gluten.
Il présente également des vertus contre le cancer. Selon une étude britannique, le son de riz contiendrait des composés inhibant la croissance des tumeurs.
Le sirop de riz brun, un sirop édulcorant composé de sucres complexes (oligosides), de maltose et de glucose, est produit à partir de la fermentation enzymatique du riz avec de l'orge maltée.

### Outils et objets
La farine de riz gluant (ou glutineux) est utilisée comme colle naturelle, généralement additionnée d'huile d'amande amère afin d'éviter le développement de champignons. C'est ce qui donnait le parfum tant apprécié par les enfants de la colle Cléopâtre. Cette colle a l'avantage de permettre de coller des papiers fins comme le papier de riz sans trop épaissir le collage.
La paille de riz est utilisée pour fabriquer différents types d'objets, comme les chapeaux ou les balais.

### Art des rizières
Au Japon, de nombreuses municipalités entretiennent des rizières réservées à une forme originale de land art : le tambo art.

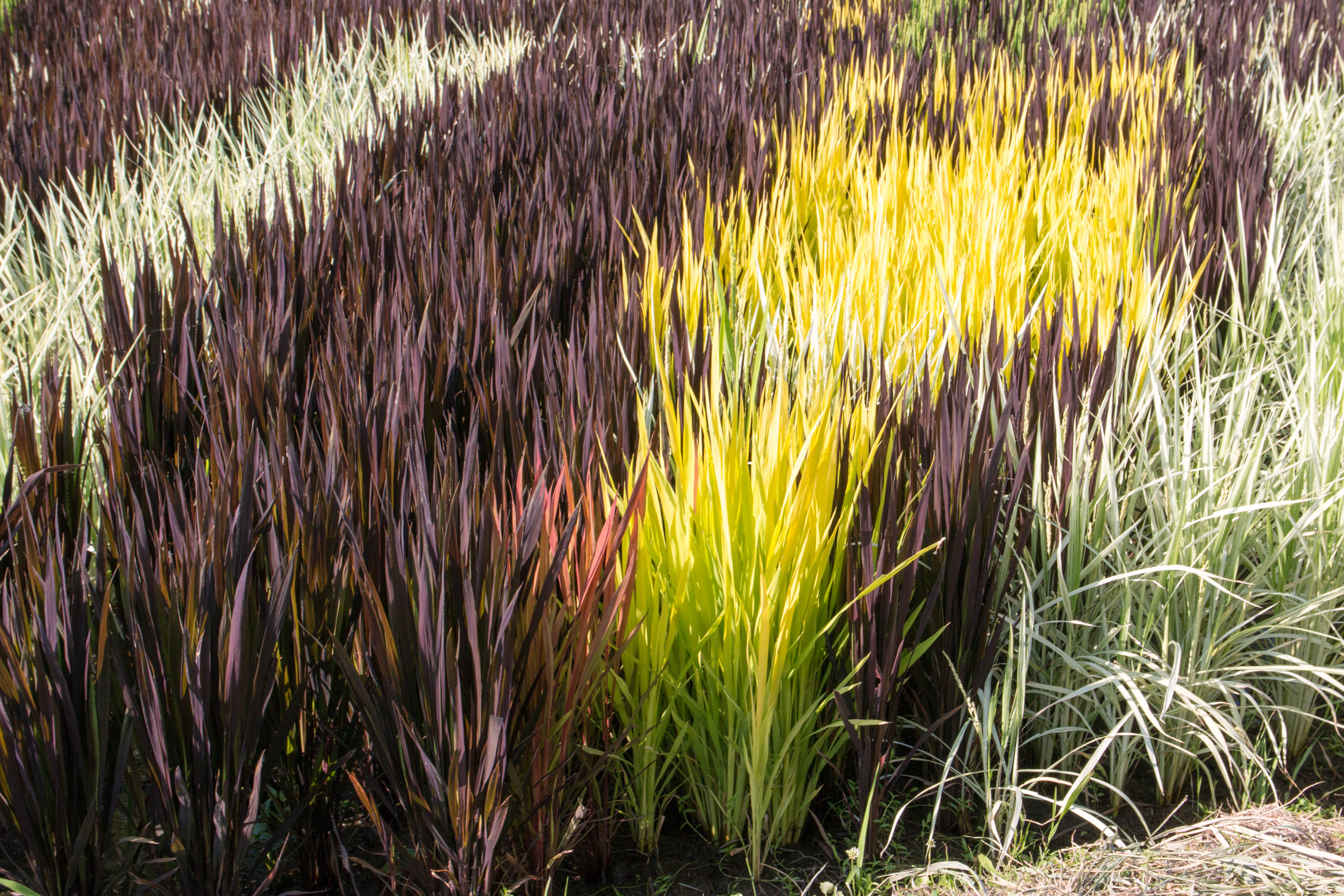
Différentes couleurs de riz dans le tambo art à Inakadate (Japon)

## Problèmes sanitaires
Dans certaines circonstances, les méthodes ou moyens de production du riz ont un impact négatif sur la santé, notamment si une pollution importante des zones de production existe.

### Pollution par le cadmium
En Chine, le cadmium serait présent dans une grande partie de la production de riz. Selon une étude de 2011, 10 % de la production chinoise serait concernée. Cette pollution obligerait la Chine à importer du riz afin d'assurer ses besoins.

### Pollution par l'arsenic
Le riz absorbe de dix à vingt fois plus d'arsenic inorganique que les autres cultures céréalières. Contrairement aux autres types de céréales, il peut absorber la substance du sol et la stocker. Cela est dû au fait que la culture du riz se pratique dans l'eau, ce qui permet à l'arsenic inorganique, présent naturellement dans les sols, de migrer plus facilement vers la céréale. L'arsenic inorganique, plus toxique que l'arsenic organique, est classé cancérogène de catégorie 1 par l'Union européenne. De plus, selon l'OMS, l'exposition prolongée à l'arsenic peut provoquer une intoxication chronique, l'arsenicisme, dont les effets à long terme peuvent être une neurotoxicité, des lésions de la peau, des atteintes cardiovasculaires, un diabète. Le riz fait partie des sources les plus importantes d'exposition à l'arsenic inorganique après l'eau de boisson. En 2014, l'OMS a annoncé que les 186 pays membres de la commission de l'ONU chargée de la sécurité alimentaire se sont mis d'accord pour la première fois pour fixer une limite maximale de 0,02 milligramme d'arsenic par kilo de riz.
En 2018, selon le quotidien québécois La Presse, la Chine a imposé une limite de 0,15 milligramme par kilogramme et « très peu de pays ont établi des concentrations maximales d’arsenic dans le riz. L'Organisation mondiale de la santé n’émet pas de recommandation pour l’arsenic dans le riz, malgré la pression de la communauté scientifique ». Sébastien Sauvé, vice-doyen à la recherche et à la création de la Faculté des arts et des sciences de l'Université de Montréal, estime que le problème est « très politique » et que certains pays exportateurs de riz font pression pour maintenir le statu quo, afin de pouvoir vendre du riz riche en arsenic à l’insu des consommateurs. En 2018 également, La Presse fait analyser par un laboratoire privé des céréales de riz soufflé bio vendues au Québec. Celles-ci contiennent jusqu’à 0,49 milligramme d’arsenic par kilogramme, « ce qui est très élevé » selon le journal. Mais La Presse signale qu'une même marque peut contenir soit beaucoup d'arsenic, soit peu, car le contaminant est présent de façon variable dans la nature.
Selon une étude de l'Environmental Science and Technology, en 2005 le riz américain est plus riche en arsenic que ses homologues européens ou indiens, et une solution serait de ne plus cultiver le riz au Mississippi ou en Arkansas sur des terres utilisées naguère pour la culture du coton. La contamination des sols pourrait être un héritage de cette culture, « grande consommatrice » d'herbicides et insecticides à base d'arsenic, notamment pour éliminer les charançons. Lors de la conversion à la culture du riz, les premiers plants de riz avaient des difficultés à pousser, étant pénalisés par la présence d'arsenic. Les agriculteurs ont alors utilisés du riz résistant à l'arsenic, ce qui a conduit à ce que « la plante absorbe de l'arsenic tout en ayant l'air saine »,.
En octobre 2019, une étude de Healthy Babies Bright Future sur les métaux toxiques (plomb, mercure, etc.) présents dans les aliments pour bébés aux États-unis indique que les aliments à base de riz (céréales, plats et goûters) sont les plus toxiques pour les bébés : « ces aliments populaires pour bébés sont non seulement riches en arsenic inorganique, la forme la plus toxique d'arsenic, mais ils sont aussi presque toujours contaminés par les quatre métaux toxiques ».
Des expériences menées par l'université Stanford indiquent que la concentration d'arsenic devrait doubler dans le riz avec le réchauffement climatique. Les chercheurs ont pris comme hypothèse un réchauffement de 5 °C et un doublement du CO2 dans l'atmosphère d'ici 2100, ce qui correspond à une prévision du GIEC. Les chercheurs ont découvert que, dans ces conditions, les communautés microbiennes vont moins cloisonner l'arsenic au niveau minéral et le rendre plus disponible dans l'eau et donc pour les plantes. Le doublement de l'arsenic dans le riz devrait diminuer son rendement de 40 %, ce qui pourrait s'avérer « dramatique », la moitié de la population mondiale étant tributaire du riz pour sa subsistance. Une solution serait la sélection de plantes qui puissent s'adapter à l'évolution de leur environnement,.

#### Limites de consommation
La BBC, se basant sur des données de la Food Standards Agency, a calculé des seuils de consommation du riz en dessous desquels le risque est faible pour la santé si le niveau d'arsenic dans le riz respecte le niveau maximum européen. Les calculs ne tiennent pas compte du fait que des quantités supplémentaires d'arsenic peuvent provenir d'autres sources que le riz. Pour un adulte, la limite de consommation journalière est de cent grammes de riz. Pour le nourrisson, la limite est trente grammes par jour avec un riz spécifique « bébé ». En ce qui concerne le cas particulier des gâteaux de riz, la limite est vingt grammes par jour avec du riz spécifique « bébé », et dix grammes par jour de gâteau de riz si le riz est non spécifique. La Food Standards Agency recommande de ne jamais utiliser de boisson à base de riz comme alternative au lait chez les enfants de moins de cinq ans.
Selon la BBC, tremper le riz dans l'eau durant la nuit ou le cuire dans un volume d'eau de cinq fois le volume de riz permet de réduire le niveau d'arsenic respectivement de 82 % et 57 %,. En Belgique, le Conseil supérieur de la santé conseille pour l'alimentation des nourrissons de faire cuire le riz dans 6 volumes d'eau pour 1 volume de riz et vider l'eau bouillante avant consommation. Par ailleurs, le riz complet contient généralement plus d'arsenic que le riz blanc, car l'arsenic se concentre plus dans l'enveloppe du riz,. Les riz biologiques ne contiennent pas moins d'arsenic.
Selon une étude indienne de 2006 de l’université de Jadavpur, une technique simple permet diminuer de moitié le taux d'arsenic du riz : il faut mettre le riz dans une eau faiblement polluée par l'arsenic, puis le rincer jusqu'à ce que l'eau deviennent claire, non laiteuse.
Aux États-unis, la Food and Drug Administration (FDA) propose en 2016 d'établir une limite de cent parties par milliard (ppb) pour l'arsenic inorganique présent dans le riz pour nourrisson. La limite proposée découle de l'étude d'un grand nombre d'informations scientifiques. Notamment, celles-ci indiquent que les nourrissons sont alimentés en riz principalement sous forme de céréales et cet apport est trois fois supérieur à celui des adultes si on le compare en fonction du poids corporel. En outre, des études scientifiques montrent « une association entre les issues négatives d’une grossesse et les effets neurologiques au début de la vie associés à une exposition à l’arsenic inorganique ». La FDA conseille pour les nourrissons une alimentation en céréales diversifiées. Elle signale l'intérêt des céréales enrichies en fer, un « élément nutritif important », mais qu'il existe d'autres céréales que le riz enrichies en fer, par exemple l'avoine et l'orge. La FDA estime qu'« il serait prudent » que les femmes enceintes consomment elles aussi un panel de céréales variées. En Belgique, le Conseil supérieur de la santé recommande également aux femmes enceintes de « limiter la consommation de riz [...] pendant la grossesse afin d'éviter le transfert placentaire au fœtus » et de « privilégier l'allaitement maternel afin de limiter autant que possible l'ingestion d'arsenic inorganique pendant les premiers mois de vie ».
En 2023, l'Union européenne fixe une limite 0,2 mg/kg de riz pour l'arsenic inorganique dans le riz. Le changement climatique en cours augmente la concentration en arsenic du riz,.

### Intoxication alimentaire
La consommation de riz ayant attendu plus de deux heures après cuisson avant d’être réfrigéré entraîne un risque d'intoxication alimentaire par les toxines de Bacillus cereus, dont les spores résistent à la cuisson à 100 °C. Les symptômes sont des nausées et des vomissements,.

## Riz génétiquement modifié
Selon la revue Science, la Chine, premier pays producteur et consommateur de riz, envisage de commercialiser des riz OGM à court terme, c'est-à-dire dès 2006.[Passage à actualiser] Il s'agit de deux variétés issues de la recherche chinoise, résistantes à la pyrale du riz (Chilo suppressalis), grâce à des gènes transplantés, l'un du bacillus thuringiensis (riz Xianyou 63) et l'autre d'une plante, la dolique à œil noir (riz Youming 86). Ces variétés ont fait l'objet de culture en conditions réelles en 2001 et 2003. Ces essais ont démontré la réduction sensible de la consommation de pesticides (80 %) avec un effet positif sur la santé des agriculteurs et sur leurs résultats économiques, et une amélioration du rendement (63,6 q/ha contre 61,5 pour des variétés classiques). Cependant, aucune étude scientifique n'a encore démontré ni l'innocuité ni la nocivité de ces produits OGM sur le corps humain et sur l'environnement. La Chine est déjà le plus gros producteur de coton OGM, mais avec le riz, ce serait la deuxième fois que des produits OGM seraient mis massivement sur le marché de l'alimentation humaine (après le soja).
Par ailleurs, à la suite de la présence d'OGM dans des nouilles chinoises, distribuées par Tang Frères, découverte en septembre 2006, la Chine a nié avoir autorisé la culture d'organismes génétiquement modifiés.

### Cas du riz doré
Le riz doré, ou Golden Rice, est un ensemble de lignées de riz qui ont été obtenues par transgénèse par une équipe de chercheurs suisses menée par le Pr Ingo Potrykus à Zurich, en collaboration avec une équipe allemande dirigée par le Pr Beyer à Fribourg. Le caractère « doré » de ces lignées est dû à leur transformation avec différents gènes codant un ensemble d'enzymes, permettant à la biosynthèse du β-carotène d'avoir lieu dans le grain de riz. L'organisme humain est capable de transformer le β-carotène en vitamine A. Selon ces chercheurs, le riz doré pourrait être une réponse à la détresse d'un demi-million de personnes qui, chaque année, perdent la vue, et d'un à deux millions de personnes qui, chaque année, meurent de carence en cette vitamine. Ce travail a été repris par l'Institut international de recherche sur le riz (IRRI) dont le siège est aux Philippines, qui travaille actuellement à intégrer ces transgènes dans de nombreuses nouvelles variétés adaptées aux différentes conditions de culture du riz. Dans ce cadre, le caractère « doré » a été transféré à IR64, l'une des variétés les plus utilisées de riz indica. Les lignées obtenues ont gardé toutes les caractéristiques de la variété parente, et ne contiennent pas de gènes marqueurs de résistance aux antibiotiques.

#### Controverses liées au riz doré
De nombreux groupements écologistes (dont Greenpeace et Friends of the Earth), ainsi que des groupements altermondialistes ont critiqué ces travaux et émis des craintes concernant leur application.
Pour l'activiste Vandana Shiva, mais aussi selon d'autres opposants aux OGM, comme l'association internationale Greenpeace, c'est l'approche même qui est à revoir, les carences en vitamine A sont des conséquences de la monoculture instaurée par la révolution verte, la solution réside selon elle dans la restauration de la biodiversité. Par ailleurs, l'association Greenpeace a montré que les doses de β-carotène trouvées dans les premières lignées de riz doré étaient très basses. Il a été dit par des militants de cette association que de très grandes quantités (de 4 à 18 kg selon les sources) de riz doré devaient être consommées chaque jour pour obtenir l'apport journalier recommandé (AJR) en vitamine A. Cependant, les lignées récentes de riz dorés produisent de plus grandes quantités de vitamine A (23 fois plus que les premières), et une consommation quotidienne beaucoup plus modeste permet de fournir les doses de vitamine A souhaitables.
Les personnes et les organismes à l'origine de cette technique (tout particulièrement Ingo Potrykus et la Fondation Rockefeller) ont défendu, parfois avec véhémence l'intérêt de cette nouvelle technique pour la santé dans les pays en voie de développement. Deux axes d'argumentation ont été développés : d'une part, il n'existerait pas de scénario raisonnable aboutissant à un risque grave pour l'environnement ; et, d‘autre part, les personnes souffrant actuellement d'avitaminose A sont atteintes, malgré les programmes de lutte existant contre cette carence. Le riz doré s'ajouterait à, et ne remplacerait pas les programmes existants.
Par ailleurs, 107 lauréats d'un prix Nobel ont envoyé une lettre ouverte enjoignant Greenpeace de cesser son opposition au riz doré.
De nombreux médias ont réalisé des reportages relatant la controverse liée au riz doré.

## Commerce
La France est importatrice nette de riz, d'après les douanes françaises. En 2014, le prix à la tonne était d'environ 330 €.